# MTV
MTV (Music Television hay Kênh truyền hình âm nhạc) là một kênh truyền hình cáp và truyền hình vệ tinh của Mỹ thuộc sở hữu của MTV Networks Music & Logo Group, một đơn vị của bộ phận Viacom Media Networks trực thuộc tập đoàn Viacom. Kênh đặt trụ sở tại New York City. Bắt đầu phát sóng từ 1 tháng 8 năm 1981, với tư tưởng khởi đầu là kênh chuyên chiếu các video âm nhạc với những người dẫn chương trình khác nhau, gọi là VJs (video jockeys). Trong những năm đầu, mục tiêu chính của MTV là những người trẻ, nhưng ngày nay các chương trình của MTV chủ yếu nhắm vào trẻ thành niên và thanh thiếu niên.
Kể từ khi được trình chiếu, MTV đã góp công lớn vào sự phát triển của nền công nghiệp âm nhạc. Những khẩu hiệu như "Tôi muốn MTV của tôi" ("I want my MTV") đã trở thành câu ấn tượng trong tâm trí nhiều người, buổi diễn của VJ trở nên nổi tiếng, sau đó các ý tưởng dần được hình thành, như chiếu những buổi diễn trực tiếp hay phỏng vấn, tin tức giúp các nghệ sĩ và người hâm mộ đến gần nhau hơn.
MTV đã sản sinh ra nhiều kênh chị em ở Mỹ và các kênh quốc tế liên kết, một số các kênh đó đã tách ra hoạt động độc lập. Tác động của MTV vào đối tượng của nó, bao gồm các vấn đề liên quan tới việc kiểm duyệt và hoạt động xã hội đã trở thành một chủ đề được tranh cãi trong nhiều năm qua.
Tính đến tháng 8 năm 2013 có khoảng 97.654.000 hộ gia đình Mỹ (85,51% hộ gia đình có truyền hình) có kênh MTV.

## Ra mắt

### Khái niệm chương trình (1964-1977)
Một số khái niệm về chương trình truyền hình âm nhạc đã có từ khoảng những năm đầu thập niên 1960.
Bắt đầu từ giữa những năm 1960, ban nhạc The Beatles đã sử dụng video âm nhạc để quảng bá đĩa nhạc của họ. Việc sáng tạo sử dụng các video âm nhạc trong bộ phim ra mắt năm 1964 (phim A Hard Day’s Night), và đặc biệt là việc quảng bá bài hát Can’t Buy My Love, đã khiến MTV tôn vinh đạo diễn của bộ phim Richard Lester với giải thưởng về "sáng tạo" video âm nhạc một thập kỷ sau đó.
Trong cuốn sách Mason Williams FCC Rapport của mình, tác giả Mason Williams nói rằng ông gợi ý cho CBS một ý tưởng về một chương trình truyền hình có tính năng "video-radio", nơi những DJ sẽ chơi các tác phẩm nghệ thuật avant-garde theo bản nhạc đang phát sóng. CBS đã bỏ qua các ý tưởng này, nhưng Williams đã đi đầu khi đưa tác phẩm âm nhạc của riêng mình "Classical Gas" lên chương trình Smothers Brothers Comedy Hour, nơi ông đóng vai trò biên tập viên chính.
Năm 1970 tại Philadenphia DJ Bob Withney tạo ra The Now Explosion, một series phim truyền hình quay tại Atlanta và phát sóng cho các đài truyền hình trong vùng và trên khắp nước Mỹ. Các series trong đó có các clip quảng cáo của các nghệ sĩ nổi tiếng khác nhau. Chương trình này đã bị ngưng phát vào năm 1971.
Một số chương trình âm nhạc có nguồn gốc bên ngoài Hoa Kỳ bào gồm Countdown của Úc và Top of the Pops của Anh, bước đầu đã phát sóng các video âm nhạc thay cho màn trình diễn của các nghệ sĩ không có video ca nhạc trực tiếp và bắt đầu phát các chương trình này thường xuyên vào giữa những năm 1970.
Trong năm 1974 Gary Van Haas, phó chủ tịch tổng công ty Televak, giới thiệu một khái niệm một kênh video âm nhạc đến các cửa hàng bán băng đĩa trên khắp nước Mỹ, và quảng bá kênh Music Video TV đến các nhà phân phối và bán lẻ băng đĩa trên tạp chí Billboard tháng 5 năm 1974. Kênh âm nhạc này chơi những đĩa video âm nhạc và ký kết một thỏa thuận với US Cable vào năm 1978 để mở rộng đối tượng của nó từ dịch vụ bán lẻ băng đĩa tới truyền hình cáp. Các dịch vụ trên đã ngừng hoạt động từ thời điểm MTV ra mắt vào năm 1981.

### Chuẩn bị (1977-1981)
Tiền thân của MTV bắt đầu vào năm 1977, khi Warner Cable (một bộ phận của Warner Communication, trực thuộc Warner Bros), và là tiền thân của Warner Amex Satellite Entertaiment (WASEC) đưa ra QUBE, một hệ thống truyền hình cáp tương tác đầu tiên tại Columbus, Ohio. Hệ thống QUBE cung cấp nhiều kênh chuyên biệt hóa. Một trong những kênh chuyên biệt là Sight On Sound, một kênh âm nhạc đặc trưng có các chương trình truyền hình các buổi hòa nhạc và các chương trình truyền hình định hướng âm nhạc với các dịch vụ tương tác QUBE giúp người xem có thể bỏ phiếu cho các bài hát và nghệ sĩ yêu thích của họ.
Các định dạng ban đầu của chương trình MTV đã được tạo ra từ giám đốc truyền thông Robert W. Pittman, người sau này trở thành chủ tịch và giám đốc điều hành (CEO) của MTV Networks. Pittman đã thử nghiệm và điều chỉnh các mẫu chương trình âm nhạc bằng cách sản xuất và phát hành show 15 phút có tên Album tracks trên đài truyền hình thành phố New York WNBC vào cuối năm 1970.
Ông chủ của Pittman - phó chủ tịch WASEC - John Lack có dẫn dắt PopClips, một series phim truyền hình được cựu ca sĩ solo Monkee-Turned Michael Nesmith sản xuất. Monkee-Turned Michael Nesmith đã chuyển qua các định dạng video âm nhạc vào cuối năm 1970. Những cảm hứng cho PopClips đến từ một chương trình tương tự trên truyền hình TVNZ của New Zealand, một đài phát thanh và hình ảnh khởi đầu từ năm 1976. Khái niệm này đã có mặt tại các chương trình từ năm 1966, khi các công ty thu âm lớn bắt đầu cung cấp cho Broadcasting Corporation New Zealand các clip nhạc quảng cáo phát trên máy bay miễn phí (một số nghệ sĩ thực hiện chuyến đi dài tới New Zealand để xuất hiện trực tiếp).

### Ra mắt Music Television
Đúng 12h01 đêm, ngày 1 tháng 8 năm 1981 (theo giờ miền Đông Hoa Kỳ), MTV chính thức lên sóng với lời xướng của John Lack "Kính thưa quý vị, rock and roll" và video phát cảnh quay đếm ngược của tàu vũ trụ Space Shuttle Columbia xuất phát diễn ra hồi đầu năm đó và hình ảnh rời bệ phóng của tàu Apollo 11. Sau những lời xướng đó là âm thanh bài hát thương hiệu của MTV - một giai điệu rock do Johnathan Elias và John Peterson sáng tác, phát song song với hình ảnh của tàu Apollo 11 hạ cánh xuống Mặt Trăng với lá cờ logo của MTV, thay đổi liên tục với nhiều màu sắc, kết cấu và thiết kế. Các biên tập sản xuất của MTV Alan Goodman và Fred Seibert sử dụng cảnh quay được công chúng biết tới này như một sự khoa trương. Seibert cho biết họ đã lên kế hoạch sử dụng video "một bước nhỏ" của Neil Armstrong, nhưng luật sư cho biết Armstrong sở hữu tên và chân dung của ông, và Armstrong đã từ chối cho phép do đó các âm thanh liên quan đến Armstrong đã được thay thế bằng âm thanh bíp bíp.
Các video ca nhạc đầu tiên được trình chiếu trên MTV là Video Killed Star Radio của ban nhạc The Buggles, sau video này là video You Better Run của Pat Benatar. Thỉnh thoảng màn hình MTV sẽ chuyển màu đen khi nhân viên MTV cho đĩa vào VCR. Hình gạt MTV xuất hiện gần thời điểm bắt đầu và kết thúc của video âm nhạc cuối cùng sử dụng các kiểu chữ Kabel dễ nhận biết trong 25 năm liền sau đó, nhưng những hình gạt trong ngày đầu lên sóng của MTV dùng kiểu chữ khác và bao gồm thông tin của bài hát như năm và tên bài hát.
Giám đốc Robert W. Pittman tuyển chọn và quản lý một nhóm làm việc, bao gồm Tom Freston (người kế vị Pittman làm giám đốc điều hành của MTV Networks), Fred Seibert, John Sykes, Carolyn Baker (trưởng ban phát triển nhân lực và sáp nhập), Marshall Cohen (trưởng ban nghiên cứu), Gail Sparrow (nhân lực và sáp nhập), Sue Steinberg (điều hành sản xuất), Julian Goldberg, Steve Lawrence, Geoff Bolton, người sản xuất studio và người viết MTV News Liz Nealon, Nancy Lapook và Robin Zorn, Steve Casey (sáng tạo ra tên "MTV" và là giám đốc chương trình đầu tiên của kênh), Marcy Brahman, Ronald E. "Buzz" Brindle, và Robert Morton. Kenneth M.Mille được công nhận là giám đốc kỹ thuật đầu tiên, chính thức khai trương MTV tại trung tâm kỹ thuật truyền hình New York City.
MTV đã ngay lập tức gây ra hiệu ứng trong khu vực nó được phát sóng. Chỉ trong vòng vài tháng, các cửa hàng trong khu vực nơi phát các bản nhạc của MTV đã bán hết các đĩa hát mặc dù các đài địa phương không hề phát các bản nhạc đó, chẳng hạn như Men at Work, Bow Bow Bow, và Humen League. MTV đã châm ngòi cho sự xâm lấn âm nhạc Anh lần 2 cùng với hàng loạt các video của các diễn viên Anh, vốn đã quen với việc sử dụng các video âm nhạc cả nửa thập kỷ lúc đó.

### Những ý tưởng trong các năm tiếp theo (1981-1992)
HBO cũng có một chương trình có thời lượng 30 phút cho các video âm nhạc, tên là Video Jukebox, phát sóng lần đầu vào khoảng thời gian ra mắt của MTV và kéo dài cho đến cuối năm 1986. Cũng vào thời điểm này HBO cũng như các kênh truyền hình cao cấp khác như Cinemax, Showtime và The Movie Channel thỉnh thoảng chơi một vài video âm nhạc giữa các bộ phim.
SuperStation WTBS tung ra Night Tracks vào ngày 3 tháng 6 năm 1983 với tối đa 14 giờ video âm nhạc phát sóng mỗi đêm cuối tuần của năm 1985. Sự khác biệt đáng chú ý nhất với MTV là các bài hát của các nghệ sĩ da đen đã được lên sóng trên kênh này, trong khi MTV đã bỏ qua. Chương trình phát cho tới tháng 5 năm 1992.
Một số thị trường cũng tung ra các kênh âm nhạc bao gồm KVMY của Las Vegas (kênh 21) được ra mắt vào mùa hè năm 1984 với mã kênh KRLR-TV cùng tên thương hiệu "Vusic 21". Video phát đầu tiên trên kênh đó là "Video Killed Star Radio", theo bước MTV.
Ngay sau khi TBS bắt đầu Tracks Night, NBC đã phát động một chương trình video ca nhạc được gọi là Friday Night Video, được coi là câu trả lời của hệ thống truyền hình đối với sự xuất hiện của MTV. Sau đó chương trình này đổi tên thành đơn giản hơn là Friday Night. Chương trình kéo dài từ năm 1983 đên 2002. Vào năm 1984, Kênh ABC Rocks, nỗ lực của ABC cho thể loại chương trình video ca nhạc này, đã ra đời nhưng thành công ít hơn và chỉ kéo dài một năm.
Nhà sáng lập TBS Ted Turner bắt đầu với kênh Cable Music Channel vào năm 1984, được thiết kế để phát kết hợp nhiều loại video âm nhạc thay vì chỉ nhạc rocks theo format của kênh MTV cho phép. Nhưng sau một tháng, kết quả hoạt động kinh doanh của kênh này đã thua lỗ. Turner đã bán nó cho MTV và MTV đã tái phát triển nó thành kênh VH1.
Một thời gian sau khi ra mắt. Disney Channel đã phát sóng một chương trình gọi là D-TV một từ viết tắt gần như MTV. Chương trình sử dụng các đoạn âm nhạc cắt ngắn, bao gồm cả từ nghệ sĩ hiện tại và quá khứ. Chương trình này thay các video ca nhạc bằng các chương trình sử dụng video clip của nhiều phim hoạt hình Disney cổ điển và phim hoạt hình để đi kèm với các bài hát. Chương trình này được phát sóng ở nhiều định dạng, đôi khi là giữa chương trình, đôi khi là chương trình riêng, và mỗi lần đều khác nhau. Các chương trình âm nhạc đặc biệt của kênh này đều được phát sóng lại trên các kênh Disney và NBC. Chương trình được phát sóng vào các thời điểm khác nhau từ năm 1984 đến 1999. Năm 2009 Disney làm mới lại các ý tưởng của D-TV với một loạt các phân đoạn ngắn theo mẫu gọi là Re-Micks.

## Video âm nhạc

Logo của MTV với chú thích "Music Television", được sử dụng với các định dạng khác nhau từ ngày 1 tháng 8 năm 1981 đến tháng 2 năm 2010. Logo này vẫn được sử dụng ở các nước khác.

Mục đích ban đầu của MTV là một kênh truyền hình chơi âm nhạc 24h/ngày, bảy ngày một tuần và được các MC chuyên nghiệp hướng dẫn. Họ được gọi là VJ hay Video Jockeys. Khẩu hiệu ban đầu của kênh là "Bạn sẽ không bao giờ cảm nhận âm nhạc theo cách tương tự một lần nữa" và "On Cable. In Stereo". Mặc dù kênh MTV gốc không còn phát các video ca nhạc 24/7 nhưng một số kênh phái sinh của nó lại làm điều này bao gồm MTV hits và MTV jams. Ngoài ra người xem có thể xem các video ca nhạc theo yêu cầu tại MTV.com. MTV cũng tiếp tục hỗ trợ số lượng video âm nhạc rộng rãi trên kênh MTV International.

### Các VJ và định dạng đầu tiên (1980-1994)
Định dạng sớm nhất của MTV được mô hình hóa theo mô hình AOR (album rock oriented) của đài phát thanh. MTV chuyển sang bắt chước 40 đài phát thanh cùng lúc vào năm 1984. Đàn ông và phụ nữ trẻ có khuôn mặt tươi tắn được thuê để dẫn chương trình cho kênh và giới thiệu các video âm nhạc được phát. Thuật ngữ VJ (video jockey) được đưa ra khi nhái chữ DJ, vốn là chữ viết tắt của disc jockey. Nhiều VJ cuối cùng đã trở thành người nổi tiếng theo đúng nghĩa của từ này. Các VJ đầu tiên của MTV năm 1980 là Nina Blackwood, Mark Goodman, Alan Hunter, JJ Jackson và Martha Quinn.
Các VJs sẽ ghi âm "intro" và "outro" đoạn video âm nhạc, cùng với các tin tức âm nhạc, phỏng vấn, show diễn và chương trình khuyến mãi. Những phân đoạn sẽ xuất hiện với không khí "trực tiếp" và ra mắt trên chương trình MTV lịch 24/ngày, bảy ngày một tuần, mặc dù phân đoạn hình đã được ghi âm sẵn trong một tuần làm việc thường xuyên tại studio của MTV.
Các video âm nhạc sớm đã chiếm phần lớn trong chương trình MTV trong thập niên 1980 là video quảng cáo (promo: một thuật ngữ có nguồn gốc từ Anh) mà công ty thu âm đưa vào sử dụng hoặc mỗi buổi hòa nhạc clip quốc tế từ các nguồn có sẵn.
Các ban nhạc Rock và các ca sĩ của những năm 1980 được phát sóng trên MTV bao gồm các thể loại new wave, hard rock và heavy metal như Adam Ant, Blondie, Eurythmics, Culture Club, Motley Crue, Split Enz, Prince, Ultravox, Duran Duran, Van Halen, Bon Jovi, RATT, Def Leppard, The Police và The Card. MTV cũng quay video âm nhạc của "Weird AL" Yankovic, người sống bằng nghề làm video âm nhạc để chế nhạo những nghệ sĩ khác. MTV cũng phát sóng một số sản phẩm đặc biệt của "Weird AL" trong những năm 1980 và 1990 dưới cái tên AL TV.
MTV cũng đưa lên sóng một số video âm nhạc của một số nghệ sĩ nhạc rock cổ điển từ những năm 1980 và những thập kỷ trước đó bào gồm David Bowie, Dire Straits (với bài hát năm 1985 và video Money for Nothing đều nhắc đến MTV và bao gồm khẩu hiệu "Tôi muốn MTV của tôi" trong lời bài hát), Journey, Rush, Linda Rontstadt, Genesis, Billy Squier, Aerosmith, The Rolling Stones, The Moody Blues, John Mellencamp, Billy Joel, Robert Palmer, Rod Stewart, The Who, và ZZ Top, các nghệ sĩ solo mới như Robert Plant, Phil Collins, Paul McCartney, David Lee Roth, và Pete Townshend, các nhóm siêu sao Asia, Power Station, The Film, và Treveling Wilburys cũng như một số nghệ sĩ bị lãng quên như Michael Stanley Band, Shoes, Blotto, và Taxxi. Các ban nhạc rock Kiss công bố công khai xuất hiện mà không cần tới makeup trong lần đầu tiên xuất hiện trên MTV vào năm 1983.
Trong những ngày đầu xuất hiện của kênh, MTV thỉnh thoảng cho các ngôi sao khác xuất hiện kênh trong vòng một giờ đồng hồ với tư cách "VJ khách mời". Những VJ này bao gồm các nhạc sĩ như Adam Ant, Billy Idol, Phil Collins, Simon Lebon và Nick Rhodes của Duran Duran, Tina Turner và diễn viên hài như Eddie Murphy, Martin Short, Dan Aykroyd, và Steven Wright bằng cách cho họ chọn các video âm nhạc yêu thích của họ.
Bộ phim Flashdance là bộ phim đầu tiên mà trong đó nhà tổ chức đã trích đoạn nhạc phim của nó và cung cấp chúng cho MTV như một video âm nhạc, các kênh phát sóng sau đó luân phiên sử dụng đoạn video âm nhạc này.
Ngoài việc đưa các nghệ sĩ ít nổi tiếng vào, MTV còn là công cụ làm bùng nổ làn sóng âm nhạc vào những thập niên 80. Ngân sách của các video âm nhạc tăng vọt, các nghệ sĩ đã bắt đầu đưa đầy đủ phần vũ điệu vào video clip của họ. Âm nhạc của Michael Jackson đã gắn liền với vũ điệu. Ngoài lời bài hát, người hâm mộ cũng học được vũ đạo của Jackson để họ có thể nhảy cùng bài hát. Madonna sử dụng múa trong các video âm nhạc của mình, cô sử dụng nhạc jazz cổ điển và các vũ công chuyên nghiệp. Cùng với việc sử dụng phục trang và make-up phong phú, Duran Duran sử dụng các yếu tố vũ điệu của một số bộ lạc với các kỹ thuật Dunham trong Wild Boys và Kate Bush sử dụng một bản song ca múa hiện đại trong Running Up That Hill. MTV đưa các yếu tố ngoài âm nhạc tới công chúng xem truyền hình, tạo ra sự phát triển mạnh mẽ về vũ điệu trong âm nhạc từ những năm 1980 cho tới ngày hôm nay.
Năm 1984 các công ty thu âm và các nghệ sĩ đã bắt đầu làm các video âm nhạc chất lượng hơn so với trước đó vì họ đã nhân ra được khả năng quảng bá của MTV đối với thị trường âm nhạc. Để phù hợp với số lượng video đông đảo, MTV công bố thay đổi danh sách nhạc của mình trong ngày 03/11/1984 trong tạp chí Billboard, với danh sách có hiệu lực vào tuần sau đó. Các loại video nhạc được mở rộng thay vì 3 (Light, Medium, Heavy) thành 7 mức: New, Light, Breakout, Medium, Active, Heavy và Power. Điều này đảm bảo với các nghệ sĩ rằng các bản thu âm hit của họ trên bảng xếp hạng sẽ được người xem tiếp cận một cách công bằng và xứng đáng; trong đó mức Medium là mức ổn định cho các bản hit mới ra và vẫn còn khả năng leo vào top 10, và mức Heavy là mức ổn định cho những bản hit lớn.

### Phá vỡ rào cản phân biệt chủng tộc (1981-1983)

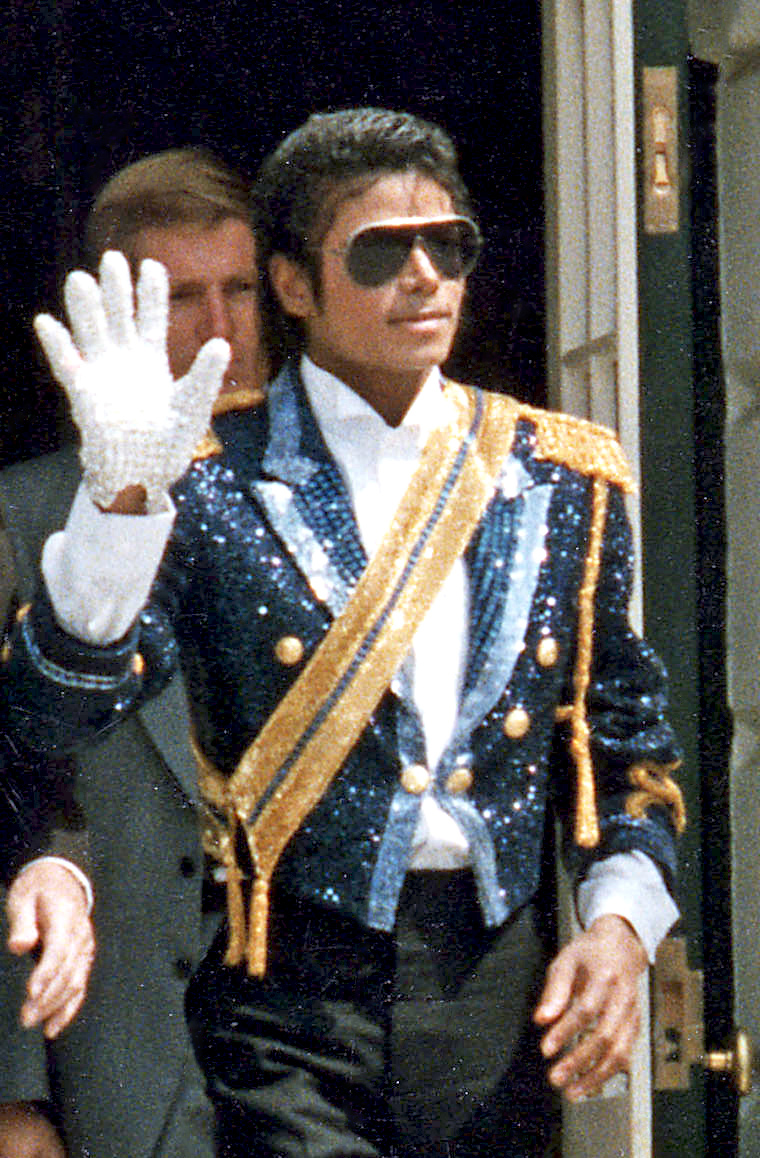
Michael Jackson với các video âm nhạc "Beat It", "Billie Jean", và "Thriller".

Trong những năm đầu tiên MTV phát sóng, rất ít các nghệ sĩ da màu được sắp xếp đưa vào danh sách. Một vài lựa chọn những người trong danh sách phát sóng của MTV là Prince, Eddy Grant, Donna Summer, Youth Musical và Herbie Hancock. Các nghệ sĩ không phải là da trắng lần đầu tiên được phát trên sóng MTV là ban nhạc Anh The Specials, trong lần đó phát một bài hát có hỗn hợp các nhạc sĩ và các ca sĩ da trắng và da đen. Video của Specials là "Rat Race" có thứ tự phát là 58 vào ngày phát sóng đầu tiên của kênh.
MTV từ chối video của các nghệ sĩ da màu khác chẳng hạn như Rick James với video "Super Freak" bởi vì họ không phù hợp với định dạng AOR, một tiêu chí lựa chọn của kênh vào thời điểm đó. Việc video này bị loại trừ làm James tức giận, ông công khai ủng hộ việc bổ sung các video của các nghệ sĩ da đen trên kênh này. Huyền thoại nhạc rock David Bowie cũng đặt câu hỏi về việc thiếu các nghệ sĩ da đen trên kênh MTV trong một cuộc phỏng vấn trên sóng của MTV với VJ Mark Goodman vào năm 1983. Người đứng đầu về phát triển nhân lực và sáp nhập của MTV, Carolyn B. Baker, vốn là người da đen, đã đặt câu hỏi tại sao khái niệm âm nhạc lại phải hẹp hòi như vậy, và câu hỏi này cũng được một vài người ngoài ngành truyền hình nêu ra. "Bên kia chiến tuyến tại MTV chúng tôi đã không chơi nhạc của người da đen vì những "nghiên cứu", Baker đã nói vào năm sau. "Nhưng các nghiên cứu đã dựa trên sự thiếu hiểu biết… chúng tôi còn trẻ, chúng tôi đã làm quá tay. Chúng tôi đáng lẽ không cần phải quá mức như thế, thậm chí tới gần đến mức phân biệt chủng tộc." Tuy nhiên chính Baker đã đích thân bác bỏ video Super Freak của Rick James "bởi vì có những hình ảnh phụ nữ bán khỏa thân trong video đó và đó là một sự nhảm nhí. Là một phụ nữ da đen, tôi không muốn điều đó đại diện cho dân tộc tôi như là một video âm nhạc da đen đầu tiên trên MTV."
Giám đốc chương trình âm nhạc của kênh Buzz Brindle trả lời phỏng vấn vào năm 2006, "MTV ban đầu được thiết kế để trở thành một kênh chuyên nhạc rock. Đó là khó khăn đối với MTV để tìm các nghệ sĩ Mỹ gốc Phi có âm nhạc phù hợp với định dạng của kênh, vốn tập trung vào nhạc rock ngay từ đầu." Nhà văn Craig Marks và Rob Tannenbaum lưu ý rằng MTV đã "phát sóng video của nhiều nghệ sĩ da trắng không hề chơi rock." Andrew Goodwin sau này đã viết, "[MTV] từ chối đã phân biệt chủng tộc, với lý do kênh chỉ tuân theo quy định phát nhạc rock (vốn là hậu quả của một lịch sử lâu dài của phân biệt chủng tộc)." Phó chủ tịch điều hành MTV Les Garland phàn nàn nhiều thập kỷ sau đó, "điều tồi tệ nhất là thứ nhảm nhí "phân biệt chủng tộc"... hầu như không có bất kỳ video rock nào được nghệ sĩ da đen trình diễn. Các công ty băng đĩa có tài trợ cho họ đâu. Trong khi các công ty băng đĩa thì không bao giờ bị buộc tội phân biệt chủng tộc cả."
Trước năm 1983, Michael Jackson cũng đấu tranh để có quyền lên sóng trên MTV. Để giải quyết cuộc đấu tranh và cuối cùng là "phá vỡ các rào cản màu da", chủ tịch của CBS Records vào thời điểm đó, Walter Yetnikoff tố cáo MTV trong một tuyên bố, với ngôn ngữ chửi thề, ông đã đe dọa không cho bất kỳ video âm nhạc nào của hãng mình được phát trên MTV. Tuy nhiên, Les Garland, giám đốc phòng bản quyền, cho biết ông quyết định đưa video "Billie Jean" của Jackson lên sóng mà không hề có áp lực từ CBS. Điều này mâu thuẫn với thông tin do người đứng đầu bộ phận PR của CBS, David Benjamin, khi trả lời phỏng vấn của tạp chí Vanity Fair.
Theo The Austin Chronicle, video của Jackson cho bài hát "Billie Jean" là "video đã phá vỡ rào cản màu da, mặc dù ngay từ đầu chính MTV đã tự tạo ra rào cản này." Tuy nhiên, sự thay đổi không diễn ra ngay lập tức. "Billie Jean" đã không được thêm vào "danh sách phát mức trung bình" trong danh sách nhạc của MTV (2 đến 3 lần phát mỗi ngày) cho đến khi nó đã đạt vị trí số 1 trên bảng xếp hạng Billboard Hot 100 chart. Một tháng sau đó, nó đã được nâng lên thành "Heavy", một tuần trước khi video "Beat It" của Jackson được chiếu lần đầu trên MTV. Cả hai video được phát vài lần một ngày trong hai tháng tiếp theo; vào đầu mùa hè, MTV đã ngừng phát các bài hát này. Nhưng tác động của video này mang tính lâu dài vì tại thời điểm đó các video của các nghệ sĩ da đen khác như "Little Red Corvette" và "1999" của Prince và "She Works Hard For The Money" của Donna Summer đã có trong danh sách hạng nặng của kênh. Khi video "Thriller" của Jackson được phát hành vào cuối năm, với nội dung tốt Jackson đã có tham vọng mong video này có thể được MTV quảng bá nhiều nhất có thể; và sau đó các video thể loại nhạc pop, R&B cũng được phát trên MTV.
Cuối cùng, video của các thể loại nhạc mới nổi như rap và hiphop cũng bắt đầu được phát trên MTV. Phần lớn các nghệ sĩ rap xuất hiện trên MTV vào giữa những năm 1980, như Run-DMC, The Fat Boys, Whodini, LL Cool J, và Beastie Boys, đều là các ban nhạc đến từ bờ biển phía Đông nước Mỹ.
Giám đốc video Don Letts có một cái nhìn khác về quá trình chuyển đổi này, ông nói, "Người ta thường nói "Billie Jean" là video âm nhạc da đen đầu tiên trên MTV. Thực ra "Pass Dutchie" mới là video đầu tiên. Bởi vì các ca sĩ trong video này còn nhỏ và nói bằng giọng Anh hài hước, nên ban nhạc Musical Youth được coi như không có chút đe dọa và không phải ban nhạc của người da đen."
Dù sao đi nữa, nhiều video âm nhạc của nghệ sĩ da đen đã được phát trong danh sách ca khúc hạng "nặng" của năm sau đó (1984). Cùng với Prince, Michael Jackson và Donna Summer, nghệ sĩ da màu khác như Whitney Houston, Billy Ocean, Tina Turner, Stevie Wonder, Chaka Khan, Lionel Ritchie, Ray Parker Jr, Rockwell, The Pointer Sisters, Kool and the Gang, Diana Ross, Shannon, và Deniece Williams đều đã có video phát trong danh sách "ca khúc hạng nặng" trên MTV.

### Video Music Awards (1984-nay)
Năm 1984, MTV sản xuất MTV Video Music Awards lần đầu tiên của mình, còn gọi là VMAs. MTV Video Music Awards lần đầu vào năm 1984, đã được nhấn mạnh bởi một màn trình diễn trực tiếp của Madonna "Like A Virgin". Các bức tượng được trao tại Video Music Awards là của moonman MTV, hình ảnh ban đầu của kênh từ lần phát sóng đầu tiên năm 1981. Hiện nay, các Video Music Awards là sự kiện thường niên được xem nhiều nhất của MTV.

### Sự kiện đặc biệt hàng năm (1986-nay)
MTV bắt đầu phát sóng chương trình Spring Break hàng năm của kênh vào năm 1986. Kênh thiết lập các chi nhánh tạm thời ở Daytona Beach, Florida trong một tuần tháng 3 năm đó để phát sóng trực tiếp tám giờ mỗi ngày. "Spring break mùa xuân là một sự kiện văn hóa cho thanh niên", phó chủ tịch của MTV Doug Herzog nói vào thời điểm đó. "Chúng tôi muốn trở thành một phần của sự kiện này vì lý do đó. Thật hợp lý để chúng tôi tới phát sóng trực tiếp từ trung tâm sự kiện, bởi vì rõ ràng những người trẻ tham gia là những loại người thích xem MTV." Tính năng nổi bật của kênh là phát rất nhiều màn trình diễn live của các nghệ sĩ và ban nhạc ngay tại chỗ. Truyền thống hàng năm tiếp tục tới tận những năm 2000, lúc đó sự kiện này chuyển thành điểm nhấn cho kênh mới mtvU, kênh phái sinh của kênh MTV nhắm mục tiêu vào các trường đại học.
MTV sau đó mở rộng sự kiện bãi biển theo chủ đề thành sự kiện âm nhạc mùa hè, trích phần lớn thời gian mỗi mùa hè để phát sóng trực tiếp từ một ngôi nhà bãi biển tại các địa điểm khác nhau xung quanh thành phố New York, đến mức tên của các ngôi nhà trên đã trở thành các thương hiệu được nhắc đến nhiều nhất của MTV trong suốt mùa hè những năm 1990 và đầu những năm 2000, như Motel California, Summer Share, Isle of MTV, SoCal Summer, Summer in the Keys, và Shore Thing. MTV VJ sẽ phát hàng loạt các video âm nhạc, các đoạn phỏng vấn nghệ sĩ và ban nhạc, giới thiệu các chương trình biểu diễn trực tiếp và các chương trình khác từ vị trí ngôi nhà bãi biển mỗi mùa hè. Trong những năm 2000, khi MTV giảm thời gian phát sóng của mình cho các video âm nhạc và loại bỏ phần lớn chương trình của kênh, sự kiện mùa hè kéo dài hàng năm của MTV đã kết thúc.
MTV cũng tổ chức các sự kiện âm nhạc kéo dài một tuần bên cạnh sự kiện của kênh. Ví dụ từ những năm 1990 và 2000 bao gồm All Access Week, thực hiện một tuần vào mùa hè dành riêng cho các buổi hòa nhạc sống và các lễ hội; New Music Week Spankin, thực hiện một tuần vào mùa thu dành riêng cho thương hiệu của video âm nhạc mới; và chương trình đặc biệt kéo dài một tuần để tường thuật một sự kiện trực tiếp đặc biệt, chẳng hạn như Wanna be a VJ và Video Music Awards.
Vào cuối mỗi năm, MTV tận dụng lợi thế vị trí của mình tại thành phố New York để phát sóng truyền hình trực tiếp đêm giao thừa năm mới ở Times Square của thành phố này. Một số màn trình diễn nhạc sống được phát cùng với các video phỏng vấn các nghệ sĩ và ban nhạc có ảnh hưởng nhất trong cả năm. Suốt từ những năm 1980 đến những năm 2000, kênh duy trì truyền thống có một ban nhạc thực hiện một ca khúc cover vào lúc nửa đêm ngay sau khi bắt đầu năm mới.

### Phát sóng trực tiếp các buổi đại nhạc hội (1985-2005)
Trong suốt lịch sử của nó, MTV đã phát sóng trực tiếp một loạt nhạc hội toàn cầu. Trong hầu hết ngày 13 tháng 7 năm 1985, MTV phát sóng buổi hòa nhạc Live Aid tổ chức tại Luân Đôn và Philadelphia, do Bob Geldof và Midge Ure tổ chức để gây quỹ cho cứu trợ nạn đói ở Ethiopia. Trong khi kênh ABC chỉ điểm tin nổi bật về buổi hòa nhạc này trong khung giờ vàng, MTV phát sóng hẳn 16 giờ.
Cùng với VH1, MTV phát sóng Live tám concert - một loạt các buổi hòa nhạc đặt ở các tiểu bang G8 và Nam Phi, vào ngày 2 tháng 7 năm 2005. Live 8 tổ chức trước hội nghị thượng đỉnh G8 lần thứ 31 và kỷ niệm 20 năm Live Aid. MTV bị chỉ trích nặng nề cho việc phát sóng của Live 8. Chương trình đã để quảng cáo, bình luận của VJ và các video biểu diễn khác tràn ngập trong chương trình phát trực tiếp này. Chỉ trích trên internet tập trung phê phán việc MTV làm gián đoạn hình ảnh cuộc hội ngộ của ban nhạc Pink Floyd. Để đáp lại, chủ tịch MTV Van Toeffler nói rằng ông muốn phát sóng hoạt động nổi bật từ Live 8 trên MTV và VH1, và nhấn mạnh những người dẫn chương trình của kênh đã nói chuyện về buổi biểu diễn chỉ trong quá trình chuyển đổi của các quảng cáo thương mại, phân đoạn thông tin, và các video âm nhạc khác. Toeffler thừa nhận rằng "MTV không nên đặt tham vọng phát sóng hết tất cả các trình diễn trong chương trình trên, mà nên phát sóng hoàn chỉnh các video của các nghệ sĩ chính." Ông cũng đổ lỗi cho sự gián đoạn khi phát chương trình về Pink Floyd là do cáp truyền hình bị hỏng. MTV có trung bình 1,4 triệu người xem cho ngày phát sóng của Live 8 (2 tháng 7). Sau đó MTV và VH1 phát sóng năm giờ liên tục toàn bộ nội dung của Live 8 vào ngày 9 tháng 7, với mỗi kênh phát sóng các video âm nhạc của các nghệ sĩ khác nhau.

### Các series chương trình âm nhạc theo format (1986-2008)
MTV giới thiệu 120 phút vào năm 1986, một chương trình phát các bài hát dòng alternative rock với ít lần phát lại, và các video "underground" trong 14 năm tiếp theo trên MTV và ba năm nữa trên kênh chị em MTV2. Chương trình sau đó được biết đến như Subterranean trên MTV2. Tám năm sau, vào ngày 31 tháng 7 năm 2011, 120 phút được sống lại với Matt Pinfield tiếp quản nhiệm vụ dẫn chương trình một lần nữa và phát sóng hàng tháng trên MTV2.
Một chương trình video nhạc đêm khuya được bổ sung vào năm 1987, Headbangers Ball, tập trung vào âm nhạc heavy metal rock và tin tức. Trước khi bị đột ngột ngưng phát vào năm 1995, chương trình này có VJ Riki Rachtman và Adam Curry dẫn chương trình. Một tuần video âm nhạc với tên Headbangers Ball được phát sóng trong giai đoạn 2003-2011 trên kênh chị em MTV2, trước khi phát hành thêm hai năm qua trang web của MTV2, và cuối cùng Headbangers Ball bị ngưng hẳn vào năm 2013.
Năm 1988, MTV ra mắt Yo! MTV Raps, một định dạng chương trình hip-hop/rap. Chương trình này phát sóng cho đến tháng 8 năm 1995. Nó được đổi tên đơn giản hơn thành Yo! và phát sóng như chương trình 1 giờ từ năm 1995 đến năm 1999. Định dạng này được giới thiệu lại trong chương trình Direct Effect vào năm 2000, đổi tên thành Sucker Free trong năm 2006 và đã bị hủy bỏ vào năm 2008 sau một thời gian ngắn kỷ niệm năm thứ 20 phát sóng của Yo! MTV Raps trong suốt tháng 4 và tháng 5 năm 2008. Mặc dù bị hủy bỏ trên MTV, chương trình hàng tuần tổng hợp hiphop Sucker Free vẫn được phát sóng trên MTV2 cho đến nay.
Đến cuối những năm 1980, MTV lần đầu tiên ra mắt Dial MTV, một chương trình top 10 video âm nhạc được phát hàng ngày. Người xem có thể gọi số điện thoại miễn phí 1-800-DIAL-MTV để yêu cầu một video âm nhạc. Mặc dù chương trình Dial MTV đã kết thúc trong năm 1990, số điện thoại vẫn được sử dụng cho các yêu cầu phát sóng cho đến năm 2006.
Năm 1989, MTV bắt đầu công chiếu các chương trình âm nhạc đặc biệt dựa trên MTV Unplugged, trong đó giới thiệu hàng chục nghệ sĩ với vai trò khách mời. Chương trình này vẫn đang hoạt động với vô số hình thức trên các nền tảng khác nhau trong hơn 20 năm qua.

### Sự nổi lên của các đạo diễn (1990-1993)
Đến đầu năm 1990, MTV đã phát sóng kết hợp các chương trình hard rock gần gũi với nhạc pop, các bản nhạc rock đầu bảng xếp hạng và các nghệ sĩ nhạc rock như Metallica, Nirvana và Guns N 'Roses, ca sĩ pop như Michael Jackson, Madonna, 2 Unlimited, New Kids on the Block, và các bộ tứ R&B như New Edition, Bell BIV Devoe, Tony Toni Tone, và Boyz II Men, đồng thời giới thiệu hit Vanilla Ice và MC Hammer của thể loại nhạc rap. MTV dần dần tăng thời lượng phát sóng các bài hát của những nghệ sĩ hip hop, như LL Cool J, Naughty By Nature, Onyx, và Sir-Mix-A-Lot. Năm 1993, MTV giới thiệu thêm các rapper West Coast trước đây được coi là rap gangsta, với thể loại âm thanh khác xa với nhạc pop, như Tupac Shakur, Ice Cube, Warren G, Dr. Dre và Snoop Doggy Dogg.
Đi kèm với các thể loại nhạc mới, MTV cũng đưa ra định dạng mới của các video âm nhạc: sáng tạo hơn, hài hước, nghệ thuật, có tính thử nghiệm, dùng nhiều kỹ xảo hơn so với những video trong các năm 1980. Một số đạo diễn video âm nhạc đã đi đầu và bắt đầu tạo ra các video âm nhạc của họ. Sau khi chịu áp lực từ Hiệp hội Sản xuất Video âm nhạc, MTV bắt đầu liệt kê danh sách các giám đốc video âm nhạc trong danh sách credits vào tháng năm 1992. Nhờ vậy, khán giả của MTV dần quen thuộc với tên tuổi của Spike Jonze, Michel Gondry, David Fincher, Mary Lambert, Samuel Bayer, Matt Mahurin, Mark Romanek, Jonathan Dayton và Valerie Faris, Anton Corbijn, Mark Pellington, Tarsem, Hype Williams, Jake Scott, Jonathan Glazer, Marcus Nispel, F. Gary Gray, Jim Yukich, Russell Mulcahy, Steve Barron, và Marty Callner, và nhiều tên tuổi khác.
Trong loạt phóng sự khám phá của PBS Frontline, MTV được coi là một động lực tạo bệ phóng cho video âm nhạc đến với khán giả, biến video ca nhạc thành một hình thức nghệ thuật cũng như một bộ máy tiếp thị hiệu quả lớn cho các nghệ sĩ. Danny Goldberg, chủ tịch và CEO của Artemis Records, nói như sau về nghệ thuật video âm nhạc: "Tôi biết khi tôi làm việc với Nirvana, Kurt Cobain quan tâm nhiều về các video âm nhạc không kém các đĩa nhạc. Kurt đã viết kịch bản cho chúng. Anh ấy đã biên tập chúng, và các video đó trở thành một phần của bản thân anh ta. Và tôi nghĩ rằng các video âm nhạc là một phần của Kurt Cobain, điều này cũng là sự thật đối với các nghệ sĩ đương đại giỏi nhất. Không phải tất cả nghệ sĩ đều là một nghệ sĩ lớn và không phải tất cả các video âm nhạc đều là một video hay, nhưng nói chung việc có nó như là một công cụ kinh doanh, đối với tôi là rất hiệu quả. Tôi ước gì có video âm nhạc trong thời kỳ hoàng kim của The Beatles và Rolling Stones. Tôi nghĩ rằng nếu chuyện đó xảy ra thì họ sẽ đóng góp thêm sự sáng tạo của họ nhiều hơn nữa cho nền công nghiệp âm nhạc thay vì đứng ngoài."

### Nhạc alternative rock (1991-1997)
Nirvana đã mở đầu một quá trình thay đổi lớn khi MTV chuyển qua thể loại nhạc alternative rock vào năm 1991 với bộ phim của mình "Smells Like Teen Spirit". Đến cuối năm 1991 đầu năm 1992, MTV bắt đầu thường xuyên phát sóng các video trong bộ phim được quảng cáo mạnh "Buzz Bin", gồm các bài hát của Nirvana, Pearl Jam, Alice in Chains, Soundgarden, Nine Inch Nails, Tori Amos, PM Dawn, Arrested Development, Björk, và Blossoms Gin. MTV tăng thời gian của chương trình nhạc alternative hàng tuần 120 Minutes và thêm chương trình Alternative Nation hàng ngày để phát những video trên và các bài hát của những nghệ sĩ tiềm năng khác. Nhờ vậy, grunge và alternative rock đã từ từ trở thành thị hiếu chủ đạo, trong khi các ban nhạc với rocker kiểu tóc dài truyền thống trong những năm 1980 đã dần biến mất. Tuy vậy vẫn có một số trường hợp ngoại lệ như các ban nhạc Aerosmith và Tom Petty. Các nghệ sĩ cũ như R.E.M. và U2 vẫn còn ưu thế bằng cách làm cho âm nhạc của họ trở nên thực tế hơn hoặc mang các yếu tố bất ngờ.
Trong năm 1993, nhiều bản hit của các nghệ sĩ alternative rock đã được phát sóng dày đặc, chẳng hạn như Stone Temple Pilots, Soul Asylum, Rage Against the Machine, Tool, Beck, Therapy?, Radiohead, và The Smashing Pumpkins. Các ban nhacj với các bài hát hit khác như Weezer, Collective Soul, Blind Melon, The Cranberries, Bush, và Silverchair cũng được lên sóng trong vài năm sau đó. Ban nhạc alternative White Zombie cũng đã xuất hiện trên chương trình Beavis and Butt-head.
Trong vài năm tiếp theo, từ 1994 đến 1997, MTV bắt đầu quảng bá các nghệ sĩ có sức bật mới, trong đó thành công nhất là việc quảng bá các ban nhạc Green Day và The Offspring, và nghệ sĩ ska-rock như No Doubt, The Mighty Mighty Bosstones và Sublime. Ca sĩ nhạc pop đã được thêm vào danh sách quảng bá miễn là chúng được coi là "alternative", như Alanis Morissette, Jewel, Fiona Apple, và Sarah McLachlan.

### Electronica và pop (1997-1999)
Đến năm 1997, MTV chủ yếu tập trung vào giới thiệu các nghệ sĩ electronica vào dòng chảy âm nhạc, thêm chúng vào danh sách phát nhạc của mình, bao gồm cả The Prodigy, The Chemical Brothers, Moby, Aphex Twin, Daft Punk, The Crystal Method và Fatboy Slim. Một số nhạc sĩ đã tiến hành thử nghiệm với nhạc điện tử giờ vẫn còn được phát trên MTV bao gồm Madonna, U2, David Bowie, Radiohead, và Smashing Pumpkins. Năm đó, MTV cũng đã cố gắng để giới thiệu các ban nhạc neo-swing, nhưng đã không thành công.
Tuy nhiên vào cuối năm 1997, MTV bắt đầu chuyển dần sang thể loại nhạc pop, lấy cảm hứng từ sự thành công của nhóm Spice Girls và sự gia tăng của các nhóm nhạc boyband ở châu Âu. Giữa năm 1998 và năm 1999, nội dung âm nhạc của MTV bao gồm rất nhiều các video của các boyband như Backstreet Boys và 'N Sync cũng như "nàng công chúa" tuổi teen hát nhạc pop Britney Spears, Christina Aguilera, Mandy Moore và Jessica Simpson. Tỷ lệ phát sóng của rock, electronica, và alternative rock giảm dần. Nhạc hip-hop tiếp tục được phát nhiều thông qua những ban nhạc được yêu thích như Puff Daddy, Master P, DMX, Busta Rhymes, Jay-Z, Missy Elliott, Eminem, Ja Rule, Nas, và cộng sự của họ. Nhạc R&B cũng được phát sóng rất nhiều với các nghệ sĩ đại diện như Destiny's Child và Brandy.

### Sự trở lại của nhạc rock (1997-2004)
Bắt đầu từ cuối năm 1997, MTV dần dần giảm phát sóng của các video nhạc rock, dẫn đến các vấn đề nghi vấn và những người hoài nghi "Rock đã chết." Sự thật lúc đó người hâm mộ nhạc rock ít và lượng mua đĩa nhạc ít nhờ việc xem các video rock trên truyền hình, được coi là lý do mà MTV từ bỏ nhạc rock, vốn là sản phẩm chủ yếu của MTV trong thời gian dài. Thay vào đó MTV dành thời gian phát sóng chủ yếu các thể loại pop, hiphop/R&B. Tất cả các show nhạc rock được loại bỏ và các bài hát rock giành các giải thưởng Video Music Awards bị đẩy xuống một bậc trong mức ưu tiên.
Từ thời điểm 1997 cho đến năm 2004, MTV có những nỗ lực định kỳ để giới thiệu lại video nhạc rock và pop. Cuối năm 1998 đầu năm 1999, ban nhạc punk-rock Blink-182 được thường xuyên lên sóng trên MTV, chủ yếu nhờ bài hát "All the Small Things" chế giễu những boyband mà MTV đang phát sóng vào lúc đó. Trong khi đó, album của một số các ban nhạc rock như Korn và Creed - không được nhận hỗ trợ của MTV- tiếp tục bán chạy. Sau đó, khi Korn phát hành album lai rock/rap Follow the Leader, MTV bắt đầu phát sóng video của Korn "Got the Life" và "Freak on a Leash".
Một ban nhạc được Korn tài trợ, Limp Bizkit, được lên sóng MTV vì bản cover lại của bài hát "Faith" của ca sĩ George Michael, và đã trở thành một bài hit. Sau đó, MTV bắt đầu phát sóng nhiều nghệ sĩ hybrid rap/rock như Limp Bizkit và Kid Rock. Một số nghệ sĩ rock với video hài hước hơn, chẳng hạn như Rob Zombie, Red Hot Chili Peppers và Foo Fighters, cũng được lên sóng.
Vào mùa thu năm 1999, MTV đã công bố một chương trình cuối tuần đặc biệt Return of the Rock, trong đó nghệ sĩ nhạc rock mới được phát sóng, và một album tổng hợp được phát hành sau đó. System of a Down, Staind, Godsmack, Green Day, Incubus, Papa Roach, P.O.D., Sevendust, Powerman 5000, Slipknot, Kittie, Static X, và CKY nằm trong số những ban nhạc trên. Những ban nhạc này đã nhận được một số thời gian phát sóng trên MTV và nhiều hơn trên MTV2, mặc dù cả hai kênh đều dành thời gian hơn với các nghệ sĩ rock/rap.
Đến năm 2000, Sum 41, Linkin Park, Jimmy Eat World, Mudvayne, Cold, At the Drive-In, Alien Ant Farm, và các ban nhạc khác đã được thêm vào danh sách phát sóng. MTV cũng tung ra kênh truyền hình cáp kỹ thuật số MTVX chuyên phát video nhạc rock, thí nghiệm này kéo dài cho đến năm 2002. Một chương trình video ca nhạc hàng ngày trên MTV mang tên Return of the Rock được phát tới đầu năm 2001, thay thế bằng chương trình kế thừa có tên All Things Rock từ năm 2002 đến năm 2004.

### Total Request Live (1998-2008)

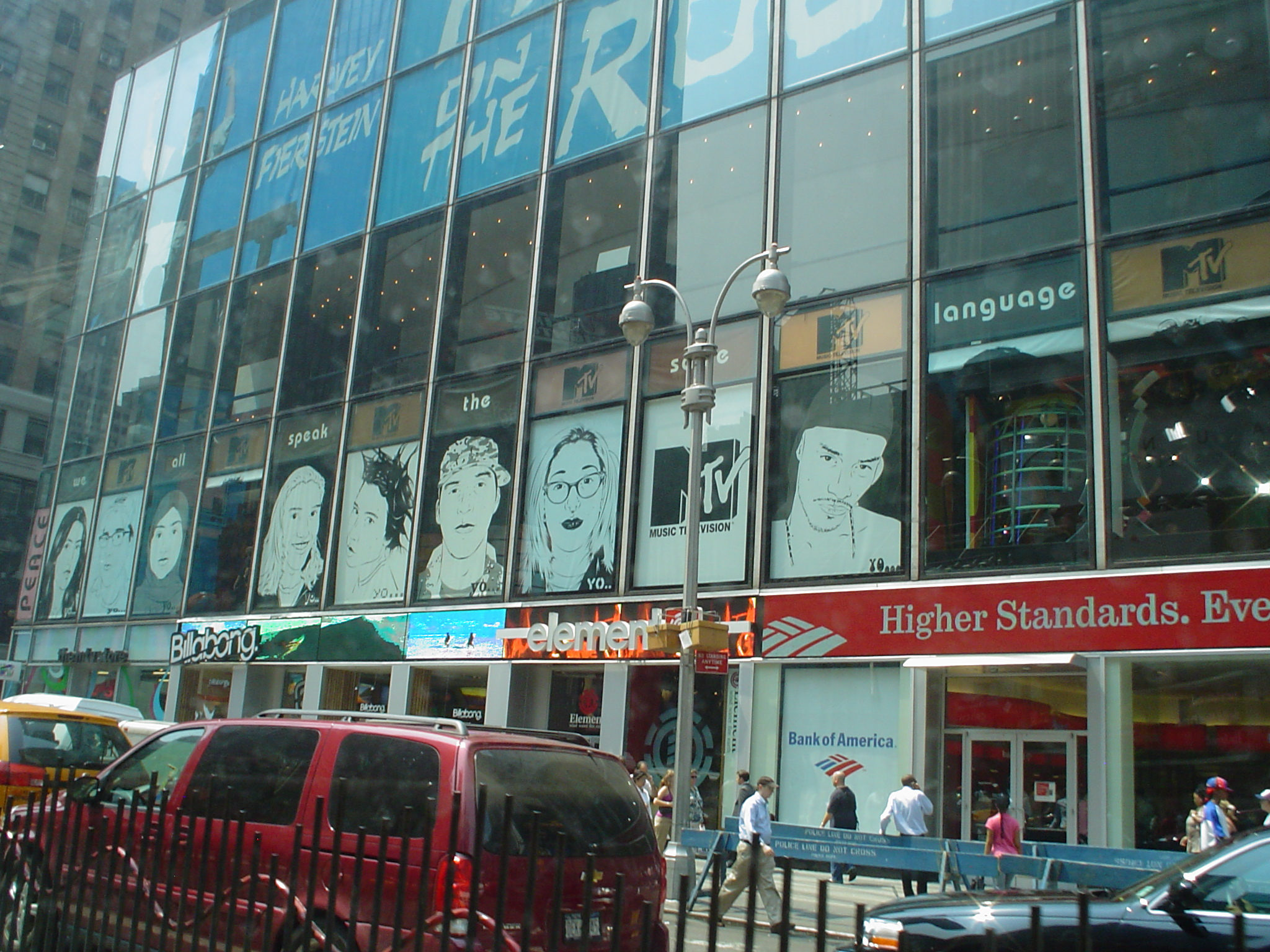
1515 Broadway tại Times Square.

Cũng vào năm 1997, MTV đã bị chỉ trích nặng nề vì đã không phát nhiều video âm nhạc như nó đã từng thực hiện trong quá khứ. Để đáp lại, MTV đã tạo ra bốn show tập trung vào các video âm nhạc: MTV Live, Total Request, Say What?, và 12 Angry Viewers. Cũng tại thời điểm này, MTV giới thiệu studio mới tại Times Square.
Một năm sau, vào năm 1998, MTV sáp nhập Total Request và MTV Live thành chương trình Total Request Live hàng ngày phát sóng trực tiếp với top 10 video đếm ngược. Chương trình này trở nên nổi tiếng với tên rút gọn TRL (người dẫn chương trình gốc là Carson Daly) và giữ vững vị trí là chương trình mạnh nhất dù không được thừa nhận chính thức của kênh. Vào mùa thu năm 1999, các khán giả trong studio trực tiếp đã được bổ sung vào chương trình. Mùa xuân năm 2000, chương trình đếm ngược đạt tới đỉnh cao. Chương trình đặc biệt thành công khi phát sóng video âm nhạc trong top ten pop, rock, R&B, hiphop, và các cuộc phỏng vấn trực tiếp với các nghệ sĩ và những người nổi tiếng.
Từ năm 1998 đến năm 2001, MTV cũng phát sóng một số chương trình video ca nhạc khác từ studio ở Times Square và ở các địa điểm khác nhau theo chủ đề bãi biển mỗi mùa hè. Những chương trình này bao gồm Say What? Karaoke, một game show do Dave Holmes dẫn chương trình, tiến hóa từ Say What? - chương trình trước đó của MTV chạy lời bài hát của video âm nhạc trên màn hình. TRL Wannabes được phát sóng trong hai năm 1999-2000, chuyên phát các video âm nhạc suýt soát TRL top ten. VJ cho một ngày, được tổ chức bởi Raymond Munns, tiếp tục ý tưởng này vào đầu năm 2001. Raymond Munns dẫn VJ for a Day là một phần mở rộng của sự kiện hàng năm, Wanna be a VJ, được phát sóng vào mỗi mùa xuân từ 1998 đến 2000 để chọn một VJ mới để dẫn các chương trình trên MTV.
MTV cũng phát Hot Zone, với Ananda Lewis dẫn, trong đó chiếu các video nhạc pop trong khoảng thời gian giữa trưa và là một thay thế đơn giản của TRL; sau đó nó đã trở thành chương trình MTV Hits. Các chương trình khác là Direct Effect, Return of the Rock, MTV Jams, BeatSuite, MTV Soul, và hàng loạt các video âm nhạc được các VJ dẫn chỉ đơn giản gọi là Music Television theo đúng tinh thần ban đầu của kênh.
Trong suốt ngày 11 tháng 9 năm 2001 do các cuộc tấn công khủng bố vào Trung tâm Thương mại Thế giới và Lầu Năm Góc, MTV đình chỉ tất cả các chương trình của nó, cùng với kênh truyền hình cáp chị em VH1, và tiếp sóng CBS News (kênh tin tức của CBS, được mua lại bởi công ty mẹ Viacom hai năm trước đó) cho đến khoảng 23 giờ EST đêm đó. Các kênh trên sau đó phát lặp một loạt video âm nhạc mà không có quảng cáo nào cho đến chương trình MTV News phiên bản đặc biệt của TRL phát sóng vào ngày 14 tháng 9 năm 2001.
Năm 2002, Carson Daly rời MTV TRL và theo đuổi một chương trình trò chuyện đêm khuya trên NBC. Sau khi VJ này đi khỏi, ảnh hưởng của Total Request Live từ từ giảm dần. TRL là một phần của lịch trình thường xuyên chương trình MTV trong mười năm. Và cuối cùng chương trình này đã kết thúc với một tập cuối đặc biệt, Total Finale Live, phát sóng ngày 16 tháng 11 năm 2008, với sự có mặt của những người dẫn chương trình trong những năm qua, nhiều khách mời đặc biệt trong lịch sử chương trình, và chơi video âm nhạc mới nhất của mình "...Baby One More Time" của Britney Spears.

### Các cột mốc và các chương trình đặc biệt (1999-2011)
Khoảng năm 1999 đến năm 2001, khi MTV phát sóng video ca nhạc ít hơn trong suốt cả ngày, kênh thường xuyên phát sóng các chương trình đặc biệt biên soạn từ lịch sử 20 năm của mình. Bao gồm tất cả các bản đặc biệt, MTV Uncensored công chiếu vào năm 1999 và sau đó đã được phát hành như một cuốn sách.
MTV tổ chức kỷ niệm lần thứ 20 của mình vào ngày 1 tháng 8 năm 2001, bắt đầu với một chương trình hoài niệm dài 12 tiếng MTV20: Buggles to Bizkit, trong đó có hơn 100 video bài hát kinh điển phát theo thứ tự thời gian, với các VJ khác nhau dẫn chương trình theo cách dựng của các studio cũ của MTV. Chương trình lên đến đỉnh điểm trong ngày với một sự kiện trực tiếp ăn mừng ba giờ gọi là MTV20: Live and Almost Legal, do Carson Daly dẫn chương trình và có đông đảo khách mời trong lịch sử của MTV, bao gồm cả các VJ từ năm đầu tiên 1981. Nhiều sản phẩm đặc biệt liên quan MTV20 khác được phát sóng trong tháng xung quanh sự kiện này.
Janet Jackson đã trở thành người được vinh danh khai mạc của giải thưởng "mtvICON", một sự công nhận hàng năm của các nghệ sĩ cho những người đã có những đóng góp đáng kể cho âm nhạc, video âm nhạc và văn hóa pop đồng thời ảnh hưởng sâu đậm đến các thế hệ xem MTV." Các ban nhạc đoạt giải này trong các năm tiếp theo bao gồm Aerosmith, Metallica và The Cure.
Năm năm sau, vào ngày 1 tháng 8 năm 2006, MTV tổ chức kỷ niệm lần thứ 25 của mình. Trên trang web MTV.com, khách có thể xem lại giờ phát sóng đầu tiên của MTV, bao gồm các khuyến mãi và quảng cáo ban đầu từ Mountain Dew, Atari, kẹo cao su Chewels, và Jovan. Các bài hát của The Buggles, Pat Benatar, Rod Stewart và những ca sĩ khác cũng được đưa lên, cùng với lần ra mắt của năm VJ đầu tiên. Ngoài ra, MTV.com đặt cùng một "kỷ yếu" gồm các video lớn nhất của mỗi năm từ năm 1981 đến năm 2006. MTV chỉ đề cập đến những kỷ niệm này một lần nữa trên TRL.
Mặc dù MTV cán mốc năm thứ 30 của mình trong năm 2011, các kênh MTV đã bỏ qua cột mốc này và vẫn phát chương trình phát sóng của chúng như thông thường. MTV đã phát sóng lễ kỷ niệm 30 năm ngày thành lập trên hai mạng chị em của nó MTV2 và VH1 Classic. Nathaniel Brown - phó chủ tịch truyền thông của MTV - khẳng định rằng không có kế hoạch cho một lễ kỷ niệm MTV trên sóng để kỷ niệm 30 năm của kênh như các lần trước. Brown giải thích, "MTV là một thương hiệu không có tuổi đối với khán giả của chúng tôi. Chúng tôi đang thực sự tập trung vào người xem hiện tại của chúng tôi, và chúng tôi cảm thấy là kỷ niệm của chúng tôi không phải là thứ có thể có ý nghĩa đối với họ. Nhiều người trong số họ thậm chí còn chưa ra đời vào năm 1981."

### Giảm bớt video âm nhạc (2000-2008)
Từ năm 1995 đến năm 2000, số lượng video âm nhạc được phát trên MTV giảm 36,5%. Chủ tịch MTV Van Toeffler giải thích: "...Rõ ràng, việc phát các video âm nhạc đã không còn gì mới lạ nữa. Điều này yêu cầu chúng tôi phải tái tạo lại chính mình cho đối tượng khán giả mới". Mặc dù có những nỗ lực tập trung vào một số loại video âm nhạc đặc thù, MTV đã giảm đáng kể danh sách các video âm nhạc được lên sóng vào giữa những năm 2000. Trong khi các video âm nhạc được giới thiệu trên MTV lên đến tám giờ mỗi ngày trong năm 2000, năm 2008 thời gian trung bình chỉ là ba giờ với video âm nhạc mỗi ngày trên MTV. Sự gia tăng của Internet như phương thức thuận tiện để quảng bá và xem các video âm nhạc được coi là lý do cho việc giảm thời gian phát sóng này.
Trong thập kỷ sau đó, MTV tiếp tục chơi một số video âm nhạc thay vì đưa chúng sang cho các kênh phái sinh, nhưng trong khoảng thời gian này kênh bắt đầu phát các video âm nhạc không chỉ trong những giờ sáng sớm hoặc trong một chương trình đặc biệt như trên Total Request Live. Sau những thay đổi về chương trình này, Justin Timberlake cầu xin MTV hãy "phát video thật nhiều hơn nữa!" trong khi phát biểu tại Video Music Awards 2007.
Bất chấp những lời thách thức của Timberlake, MTV tiếp tục giảm tổng thời gian phát sóng cho các video âm nhạc trong năm 2007, và cắt các chương trình đặc biệt có video âm nhạc dài như "Buzzworthy" (gồm các nghệ sĩ chưa được đánh giá), "Breakthrough" (cho các video có hiệu ứng hình ảnh đẹp), và "Spankin' New" (cho các video mới). Ngoài ra, các kiểu chữ Kabel lịch sử, mà MTV hiển thị ở đầu và cuối của tất cả các video âm nhạc từ năm 1981, đã bị loại bỏ để có văn bản lớn hơn và bỏ bớt thông tin về hãng thu âm cũng như đạo diễn. Các font chữ cổ điển vẫn có thể được nhìn thấy trong phiên bản dựng lại của video cũ trên mạng ở kênh chị em VH1 Classic, trong đó có thông tin tiêu đề giống như các video cũ.

### FNMTVvàAMTV(2008-nay)
Trước khi đến hồi kết trong năm 2008, nguồn chính của video âm nhạc trên MTV là chương trình Total Request Live, phát sóng mỗi tuần bốn lần, có clip ngắn của video âm nhạc cùng với các VJ và khách mời. Tại các thời điểm khác nhau MTV đã thử nghiệm với những ý tưởng mới cho các chương trình âm nhạc để thay thế mục đích của TRL, nhưng với một định dạng mới.
Vào giữa năm 2008, MTV chiếu chương trình video âm nhạc mới được gọi là FNMTV và một sự kiện đặc biệt hàng tuần FNMTV Premieres, quay tại Los Angeles với VJ Pete Wentz của ban nhạc Fall Out Boy, được thiết kế để chiếu các video âm nhạc mới và nhận thông tin phản hồi khán giả cung cấp tại chỗ.
Các chương trình FNMTV Premieres kết thúc trước lễ trao giải Video Music Awards vào tháng 9 năm 2008. Với hai chương trình với chủ đề ngày lễ vào tháng 12 năm 2008 và Spring Break đặc biệt vào tháng 3 năm 2009 với tiêu đề tương tự, FNMTV Premieres không bao giờ quay trở lại danh sách chương trình thường xuyên của MTV, khiến lần đầu tiên trong lịch sử của nó MTV không còn bất kỳ chương trình video ca nhạc nào do VJ dẫn.

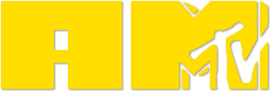
AMTV, chương trình video âm nhạc của MTV kể từ năm 2009.

Chương trình video ca nhạc trở lại với MTV vào tháng 3 năm 2009 với cái tên AMTV, một chương trình phát vào sáng sớm gồm các video âm nhạc mà ban đầu được phát trong khoảng giờ 03:00-09:00 sáng trong hầu hết các ngày trong tuần. Không giống như các chương trình FNMTV trước đó, AMTV có nhiều video âm nhạc khá dài, bao gồm cả một số video cũ mà đã được tách ra khỏi danh sách phát thường xuyên trong nhiều năm trên MTV. AMTV cũng có tính năng cập nhật tin tức âm nhạc, các cuộc phỏng vấn và các buổi biểu diễn. AMTV là chương trình hiện hành duy nhất trên kênh MTV chuyên biệt riêng cho các video âm nhạc.
Trong suốt phần còn lại của ngày, MTV phát những đoạn trích từ video âm nhạc, thường là các đoạn trích ngắn, ở định dạng màn hình nhỏ trong các đoạn chạy chữ credits khi hết các chương trình khác, cùng với địa chỉ của một trang web để khuyến khích người xem đến đó để xem video trực tuyến đầy đủ. MTV đã có trang web của mình, MTV.com, như là nơi đến của các video âm nhạc.

### Chương trình ca nhạc gần đây (2009-nay)
MTV một lần nữa làm sống lại chương trình lâu năm MTV Unplugged vào năm 2009 với màn trình diễn của các nghệ sĩ như Adele và Paramore. Tuy nhiên, không giống như các sản phẩm Unplugged đặc biệt trong quá khứ, các bản ghi âm mới thường chỉ được phát sóng toàn bộ trên trang web của MTV (MTV.com). Tuy nhiên, đoạn video ngắn của các sản phẩm đặc biệt được thể hiện trên MTV trong danh sách các video âm nhạc được phát trong chương trình AMTV vào những giờ sáng sớm. Ngày 12 tháng 6 năm 2011, MTV phát sóng một buổi ra mắt truyền hình truyền thống của phần mới của MTV Unplugged thay vì ra mắt trên web. Các nghệ sĩ tham gia là rapper Lil Wayne và buổi trình diễn ra mắt trên MTV và cả MTV2. MTV nối tiếp một buổi ra mắt trên truyền hình tương tự của MTV Unplugged với Florence and the Machine vào ngày 8 tháng 4 năm 2012.
MTV tung ra chương trình 10 on Top vào tháng 5 năm 2010, một chương trình phát sóng hàng tuần vào các ngày thứ 7 và được Lenay Dunn dẫn chương trình, mà nói chuyện về 10 chủ đề hot nhất của tuần qua (thường tập trung vào giải trí). Dunn cũng xuất hiện trong các phân đoạn giữa chương trình của MTV trong suốt cả ngày như một cách nhận dạng MC của kênh khi thiếu VJ truyền thống hoặc thiếu người dẫn chương trình MTV News.
Loạt phim hoạt hình Beavis and Butt-head bắt đầu trở lại MTV vào tháng 10 năm 2011 với các tập phim mới. Cũng như phiên bản gốc của series phát trong các năm 1993-1997, các tập Beavis and Butt-head chia thành nhiều đoạn video trong đó nhân vật chính của nó xem và phê bình các video âm nhạc.
Trong năm 2012, MTV ra mắt Clubland, mà trước đây xuất hiện như một chương trình 1 giờ video EDM trong tổng chương trình của AMTV. Chương trình không có người dẫn, nhưng hầu hết nội dung biên tập được đẩy lên tài khoản Tumblr trực tuyến của chương trình, cũng như các phương tiện truyền thông xã hội khác như Facebook và Twitter. Các chương trình này bắt đầu chương trình video âm nhạc của kênh trong những giờ sáng sớm ngày thứ ba đến ngày thứ năm trong tuần và cũng được phát sóng trên MTV Hits. DJ Hardwell dẫn chương trình này vào ngày 05 tháng 7 năm 2012, nhưng Clubland vẫn là chương trình không có người dẫn mới nhất và lâu nhất gồm các bài hát EDM.
MTV tung ra một talk show mới dựa trên âm nhạc hiphop vào ngày 12 tháng 4 năm 2012, được gọi là Hip Hop POV với Amanda Seales, Bu Thiam, Charlamagne, Devi Dev, và Sowmya Krishnamurthy dẫn chương trình. Chương trình thực hiện các bình luận về các tiêu đề trong văn hóa hiphop, đóng góp ý kiến về âm nhạc mới, cấp giấy mời nội bộ cho các sự kiện lớn, bao gồm cả các cuộc phỏng vấn các nghệ sĩ. Hip Hop POV kéo dài nhiều tập trước khi bị ngưng phát. Chương trình được cho là sẽ trở lại trong mùa thu năm 2012, nhưng đã được chuyển đến kênh MTV2. Tại đây nó được đổi tên và sáp nhập với Sucker Free Countdown thành chương trình mới ra mắt với tên mới là The Week in Jams vào ngày 28 tháng 10 năm 2012.

### Các show trực tiếp hậu-TRL (2009-nay)
MTV tung ra chương trình trò chuyện trực tiếp, It's on with Alexa Chung, vào ngày 15 tháng 6 năm 2009. Người dẫn chương trình, Alexa Chung, được mô tả như một "người trẻ" phiên bản thế hệ Web 2.0 của Jimmy Fallon. Mặc dù được quay tại studio ở Times Square, nơi TRL sử dụng để phát sóng, MTV nói rằng " điểm chung duy nhất của hai chương trình là vị trí studio." It's On đã bị hủy bỏ vào tháng 12 năm đó, một lần nữa loại bỏ các chương trình duy nhất được thực hiện studio của MTV, chỉ một năm sau khi TRL cũng đã bị hủy bỏ.
Một thời gian ngắn sau khi Michael Jackson qua đời vào ngày 25 tháng 6 năm 2009, kênh đã phát sóng vài giờ liền video âm nhạc của Jackson, kèm với sản phẩm đặc biệt là tin tức trực tiếp với các thông tin phản hồi trực tiếp từ MTV và những người nổi tiếng khác. Sự thay đổi tạm thời trong chương trình MTV lên đến đỉnh điểm vào tuần sau với chương trình truyền hình trực tiếp lễ tang của Michael Jackson. MTV phát sóng một giờ đặc biệt trực tiếp tương tự với các video âm nhạc và cập nhật tin tức khi Whitney Houston chết vào ngày 11 tháng 2 năm 2012, và cái chết của Adam Yauch của ban nhạc Beastie Boys vào ngày 4 tháng 5 năm 2012.
MTV đã thử phát chương trình trực tiếp lần nữa với buổi ra mắt của một chương trình nửa giờ gọi là The Seven vào tháng 9 năm 2010. Chương trình mang tới bảy câu chuyện giải trí người xem quan tâm (và bao gồm một số đoạn phỏng vấn trong đó), phát sóng các ngày trong tuần lúc 17:00 với tóm lược vào cuối tuần lúc 10:00 EST. Một thời gian ngắn sau khi ra mắt, chương trình đã được thiết kế lại một chút khi bỏ người dẫn Julia Alexander nhưng giữ lại người dẫn Kevin Manno; các chương trình tổng hợp vào cuối tuần cũng bị ngưng phát. The Seven đã bị hủy bỏ vào ngày 13 tháng 7 năm 2011. Công việc cho Manno sau chương trình này là người phỏng vấn các ban nhạc, phát sóng trên MTV.com. Hiện tại Manno không còn làm việc với MTV và xuất hiện như một phóng viên thường xuyên trên NBC với loạt bài Look 1 do LXTV sản xuất.
Hiện nay, MTV phát sóng các chương trình trực tiếp đặc biệt rải rác gọi là MTV First. Các chương trình ngắn này được MTV News sản xuất và ra mắt lần đầu năm 2011 và tiếp tục phát sóng đều đặn một lần trong vài tuần vào bất kỳ ngày nào trong tuần. Các sản phẩm đặc biệt này thường bắt đầu lúc 7:53pm EST, với người dẫn chương trình là một trong những phóng viên của MTV News. Người dẫn này sẽ thực hiện một cuộc phỏng vấn trực tiếp với một nghệ sĩ nổi bật hay diễn viên đã đến với MTV để ra mắt một video ca nhạc hoặc trailer phim. MTV bắt đầu chương trình tiếp theo của nó vào lúc 8:00 pm, trong khi các cuộc phỏng vấn và trò chuyện với người hâm mộ tiếp tục trên MTV.com với thời lượng 30 đến 60 phút. Kể từ khi ra mắt vào năm 2011, MTV First phỏng vấn các nhân vật rất nổi tiếng như Lady Gaga, Katy Perry, Usher và Justin Bieber. Khi không có các chương trình hàng ngày trực tiếp như TRL, It's on with Alexa Chung và The Seven, kênh sử dụng MTV First như là phương pháp mới nhất để trình bày các video âm nhạc ra mắt và đưa người xem từ kênh truyền hình chính đến trang web của mình để tương tác với các nghệ sĩ và những người nổi tiếng theo thời gian thực.

## Các chương trình khác

MTV HD logo

Khi MTV mở rộng, video âm nhạc đã không còn là nội dung chính của chương trình nữa. Chương trình truyền hình thông thường đã thay thế các chương trình video âm nhạc VJ dẫn. Hiện nay MTV phát sóng một loạt các show truyền hình liên quan đến âm nhạc chủ yếu hướng tới các đối tượng nhân khẩu học 12-18 tuổi.

### Phát triển định dạng trong những năm đầu tiên (1985-1991)
Năm 1985, Viacom mua Warner-Amex Satellite Entertainment, chủ sở hữu MTV và Nickelodeon, đổi tên công ty thành MTV Networks và bắt đầu mở rộng nó. Trước năm 1987, MTV chuyên phát video âm nhạc nổi bật, nhưng sau này họ đã giới thiệu một loạt các chương trình khác, bao gồm cả một số chương trình ban đầu được dự định cho các kênh khác.
Các chương trình video không phải âm nhạc bắt đầu được phát vào cuối những năm 1980 với sự ra đời của chương trình tin tức âm nhạc The Week in Rock. Đó cũng là khởi đầu của bộ phận tin tức của MTV, MTV News. Khoảng thời gian này, MTV cũng đã giới thiệu một chương trình tin tức thời trang House of Style; một chương trình khiêu vũ, Club MTV; và một chương trình trò chơi, Remote Control. Các chương trình vậy không có tính năng video âm nhạc, nhưng chúng vẫn dựa vào thông tin âm nhạc trên khắp thế giới.
Tiếp theo thành công của MTV Video Music Awards, trong một nỗ lực để chuyển từ âm nhạc vào phim ảnh và văn hóa pop rộng hơn, MTV bắt đầu MTV Movie Awards năm 1992, và tiếp tục cho tới hiện nay. MTV cũng đã tạo ra một chương trình giải thưởng cho châu Âu sau sự thành công của Video Music Awards. MTV Europe Music Awards, hay là giải thưởng EMA, được tạo ra vào năm 1994, mười năm sau khi ra mắt của VMAs.
Những chương trình mới sẽ chỉ là khởi đầu của một loạt các chương trình thể loại mới tác động lên MTV. Do định dạng của kênh tiếp tục phát triển, nhiều thể loại chương trình bắt đầu xuất hiện. Vào đầu những năm 1990, MTV đã ra mắt chương trình thực tế đầu tiên của mình, The Real World và Road Rules.

### Chương trình thực tế (1992-nay)
Trong nửa sau của thập niên 1990 và đầu những năm 2000, MTV đặt ra một mục tiêu tập trung mạnh mẽ vào chương trình thực tế và hàng loạt chương trình có liên quan, xây dựng trên sự thành công của The Real World và Road Rules. Lượt đầu tiên của các show diễn ra vào giữa những năm 1990, với nhiều gameshow như Singled Out, chương trình thực tế dựa trên phim hài như Buzzkill, và chương trình talk show đêm khuya như The Jon Stewart Show và Loveline.
Lượt tiếp theo của các show diễn đến trong khoảng cuối những năm 1990, khi MTV chuyển trọng tâm sang chương trình prank/hài hước như The Tom Green Show và Jackass, Real World/Road Rules Challenge, The Blame Game, webRIOT, và Say What? Karaoke. Một năm sau, vào năm 2000, MTV's Fear đã trở thành một trong những chương trình thực tế dọa nhau đầu tiên và đây là các chương trình thực tế đầu tiên của MTV mà các thí sinh tự quay chính mình.
MTV tiếp tục thử nghiệm với chương trình talk show đêm khuya vào đầu những năm 2000 với các chương trình tương đối ngắn ngủi như Kathy's So Called Reality, starring Kathy Griffin, và The New Tom Green Show.
Một số các chương trình thực tế trên mạng cũng mô phỏng theo cuộc sống của các nghệ sĩ. The Osbournes, một chương trình thực tế dựa trên cuộc sống hàng ngày của thủ lĩnh Black Sabbath Ozzy Osbourne, vợ Sharon, và hai đứa con của họ, Jack và Kelly, phát trên MTV vào năm 2002. Show này đã trở thành một trong những thành công lớn nhất từ trước tới nay và cũng bị đánh giá khi các thành viên của gia đình Osbourne chửi bậy thường xuyên, tuy vậy bị biến thành tiếng bíp khi phát sóng. Nó cũng đã mở đầu cho sự nghiệp âm nhạc của Kelly Osbourne, trong khi Sharon Osbourne mở show riêng của bà trên truyền hình. The Osbournes kết thúc vào năm 2004. Vào mùa thu năm 2004, chương trình thực tế của Ozzy Osbourne là Battle for Ozzfest được phát sóng; chương trình này tổ chức các cuộc thi giữa các ban nhạc cạnh tranh nhau để giành vé dự Ozzfest, một tour diễn âm nhạc heavy metal hàng năm trên khắp Hoa Kỳ do Osbourne dẫn dắt.
Năm 2003, MTV thêm chương trình Punk'd, một dự án do Ashton Kutcher khởi động để chơi khăm những người nổi tiếng khác nhau, và Pimp My Ride, một chương trình về chỉnh sửa và làm đẹp cho xe ô tô và các loại xe khác. Chương trình khác là Newlyweds: Nick and Jessica, một chương trình thực tế tường thuật cuộc sống của cặp vợ chồng ca sĩ nhạc pop Jessica Simpson và Nick Lachey, một cặp đôi âm nhạc. Chương trình này bắt đầu vào năm 2003 và kéo dài bốn phiên bản, kết thúc vào đầu năm 2005; cặp vợ chồng này sau đó ly hôn. Sự thành công của Newlyweds đã được tiếp nối vào tháng 6 năm 2004 với chương trình The Ashlee Simpson Show, trong đó ghi chép sự khởi đầu của sự nghiệp âm nhạc của Ashlee Simpson, em gái của Jessica Simpson.
Trong năm 2005 và 2006, MTV tiếp tục tập trung vào các chương trình thực tế, với màn ra mắt của các chương trình như 8th & Ocean, Laguna Beach: The Real Orange County, NEXT, The Hills, Two-A-Days, My Super Sweet 16, Parental Control, và Viva La Bam, với Bam Margera.
Năm 2007, MTV phát sóng chương trình thực tế cho A Shot at Love with Tila Tequila, kể cuộc hành trình của siêu sao MySpace Tila Tequila tìm bạn. Việc Tila là lưỡng tính đã được series tận dụng - thí sinh cả nam và nữ đều cạnh tranh ngang nhau để có được tình yêu của Tila. Điều này là chủ đề của những lời chỉ trích. Đó là chương trình phát sóng #2 trên MTV vào lúc đó, chỉ sau The Hills. Một seríe phái sinh từ A Shot at Love, với tựa đề That's Amoré!, áp dụng một công thức tương tự của A Shot at Love với người dự thi Domenico Nesci.
MTV cũng đưa Paris Hilton vào danh sách khách mời trong tháng 10 năm 2008 với sự ra mắt của chương trình thực tế mới của cô, Paris Hilton's My New BFF. Năm 2009, MTV phát sóng chương trình thứ hai của Snoop Dogg- Dogg After Dark, và các chương trình College Life, quay tại Đại học Wisconsin-Madison.

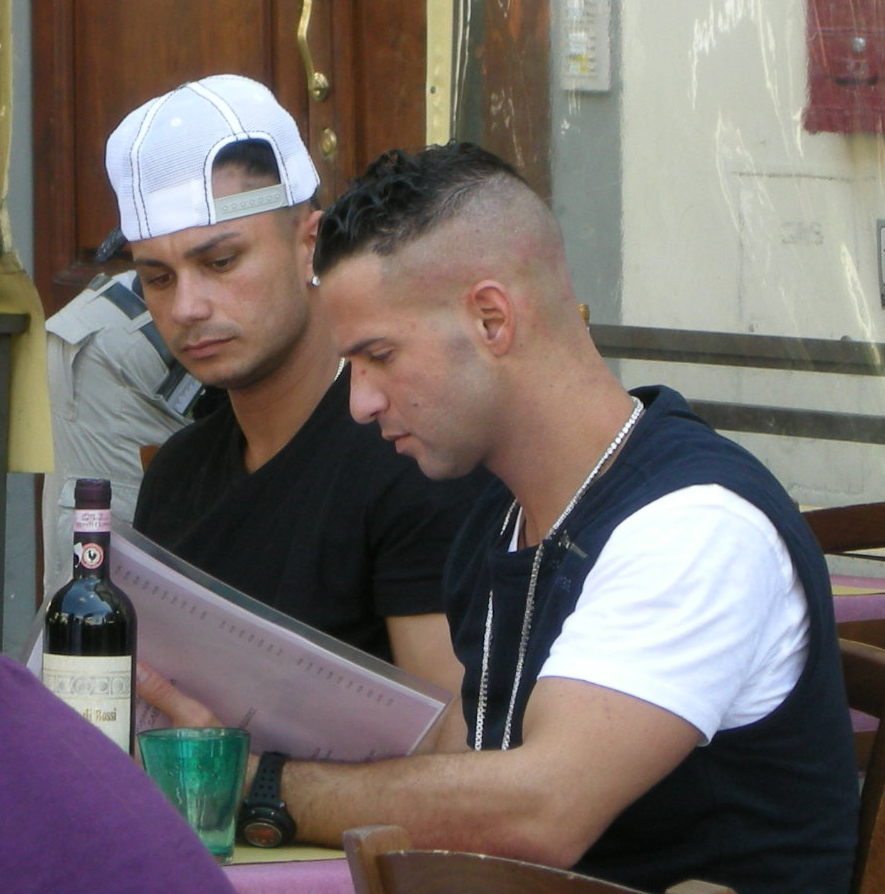
Pauly D và The Situation of Jersey Shore in 2011.

Vào cuối năm 2009, MTV chuyển hướng tập trung trở lại cho chương trình thực tế với phong cách Real World với buổi ra mắt của Jersey Shore, một chương trình mang lại xếp hạng cao cho kênh và cũng gây ra tranh cãi vì một số nội dung của nó.
Với phản ứng dữ dội của một số người xem phàn nàn có quá nhiều nội dung hời hợt trên MTV, một bài báo của New York Times năm 2009 cũng đã nêu ý định của MTV chuyển mối quan tâm sang các nội dung truyền thông xã hội nhiều hơn, với tiêu đề bài viết "MTV cho thời đại Obama.", bao gồm các show T.I.'s Road to Redemption, Fonzworth Bentley show From G's to Gents dành cho học sinh sắp kết thúc cấp 3.
Các kênh cũng được trình chiếu một chương trình mới trong khoảng thời gian này có tựa đề 16 and Pregnant, trong đó ghi chép cuộc sống của các em gái vị thành niên 16 tuổi có thai. Chương trình kế tiếp mang tên Teen Mom, tường thuật quá trình các em gái vị thành niên này trải qua các giai đoạn đầu tiên với đứa con mới sinh.
MTV đạt thành công hơn nữa với The Buried Life, một chương trình về bốn người bạn đi du lịch trên toàn nước Mỹ để thực hiện một danh sách "100 điều cần làm trước khi chết" và giúp đỡ người khác trên đường đi. Một chương trình thực tế gần đây là Hired của MTV, theo dõi quá trình phỏng vấn xin việc; các ứng viên sẽ làm việc với tư vấn nghề nghiệp Ryan Kahn từ University of Dreams và cuối của mỗi tập phim là một ứng cử viên tìm được công việc trong mơ của họ.
Năm 2011, MTV ra mắt một gameshow về các video clip nghiệp dư- Ridiculousness, lấy cảm hứng từ chương trình Tosh.0 trên Comedy Central. Trong năm 2012, Punk'd trở lại với MC mới cho mỗi tập phim. Trong khi đó, các chương trình phái sinh từ Jersey Shore như The Pauly D Project và Snooki & JWoww đã được sản xuất.
MTV đã công bố kế hoạch sản xuất lại các chương trình hài phát vào đêm khuya vào khoảng năm 2012 với Nikki & Sara Live, một chương trình tấu hài ngẫu hứng với diễn viên hài Nikki Glaser và Sara Schaefer. Chương trình dự kiến sẽ được phát sóng hàng tuần từ studio của MTV tại Times Square.

### Chương trình hoạt hình (1991-2011)
Trong một nỗ lực liên tục để trở thành một kênh đa dạng hơn tập trung vào giới trẻ, văn hóa và âm nhạc, MTV thêm các chương trình hoạt hình vào dòng sản phẩm của mình đầu năm 1990. Showcase hoạt hình Liquid Television (một sản phẩm hợp tác giữa BBC và MTV sản xuất tại San Francisco bởi Colossal Pictures) là một trong những chương trình đầu tiên của kênh tập trung vào các phương tiện giải trí. Ngoài việc phát sóng chương trình ban đầu được tạo ra chỉ dành cho MTV, kênh này cũng đôi khi phát sóng tập phim của loạt phim hoạt hình được kênh phái sinh của MTV sản xuất đầu tiên Nickelodeon (Nicktoons) đầu những năm 1990.
MTV có một lịch sử phim hoạt hình với chủ đề trưởng thành bao gồm Beavis and Butt-head, Æon Flux, The Brothers Grunt, Celebrity Deathmatch, Station Zero, Undergrads, Clone High, và Daria. Mặc dù kênh đã sản xuất và ra mắt nhiều chương trình hoạt hình khác, vài phim trong series phim hoạt hình khác của MTV đã được đặt hàng cho mùa sau, bất chấp việc khán giả tiếp nhận các phim đó ra sao.
Trong tháng 9 năm 2009, các kênh phát sóng Popzilla, trong đó giới thiệu và bắt chước nhân vật nổi tiếng trong một hình thức hoạt hình. MTV một lần nữa đưa chương trình hoạt hình trở lại dòng sản phẩm của mình với việc tái sản xuất các chương trình Beavis and Butt-head vào đầu năm 2011 sau 14 năm, cùng với thương hiệu mới: chương trình hoạt hình Good Vibes.

### Các chương trình có kịch bản (1989-nay)
MTV có một lịch sử lâu dài của cả chương trình phát sóng phim hài và phim truyền hình với cơ sở kịch bản hay và ứng biến tốt. Ví dụ từ những năm 1990 và 2000 bao gồm phim hài dựa trên phác thảo như Just Say Julie, The Ben Stiller Show, The State, The Jenny McCarthy Show, The Lyricist Lounge Show, và Doggy Fizzle Televizzle, cũng như các vở kịch soap opera như Undressed và Spyder Games.
MTV mở rộng trọng tâm chương trình của nó trong những năm 2000 và đầu những năm 2010 để bao gồm nhiều hơn các chương trình có kịch bản. Sự hồi sinh của các chương trình có kịch bản trên MTV đã ra đời các show diễn hài như Awkward. và The Hard Times of RJ Berger, và các bộ phim truyền hình như Skins và Teen Wolf. Vào tháng 6 năm 2012, MTV đã xác nhận rằng họ sẽ phát triển một chương trình dựa trên loạt phim Scream.

### Các chương trình phát sóng lại
Trong những năm gần đây, MTV đã tái phát sóng chương trình khác từ mạng Viacom các nước khác, chẳng hạn như College Hill của BET và I Love New York và Flavor of Love của VH1. Các chương trình phát lại khác không từ hệ thống của Viacom có chương trình Fastlane (của Fox), Life As We Know It (của ABC), Scrubs (của ABC và NBC), và các chương trình America's Next Top Model, Beauty and the Geek, và Hidden Palms của CW.
MTV cũng bắt đầu chiếu phim nhắm về phía nhân khẩu học những người thanh niên, trong đó có 8 Mile, My Boss's Daughter, Shaun of the Dead, và Napoleon Dynamite. Các kênh cũng đã phát sóng nhiều phim của riêng mình từ bộ phận sản xuất MTV Films như Crossroads và Jackass: The Movie, và phát sóng bộ phim nguyên bản do MTV Studios thực hiện như Super Sweet 16: The Movie.

### Ảnh hưởng và công nhận (2010)
Năm 2010, một nghiên cứu của Gay and Lesbian Alliance Against Defamation cho thấy trong số 207,5 giờ chương trình giờ vàng trên MTV, 42% có nội dung phản ánh cuộc sống của người đồng tính, lưỡng tính và chuyển giới. Đây là mức cao nhất trong ngành công nghiệp và tỷ lệ phần trăm cao nhất từ trước đến nay.

## Hình ảnh và thương hiệu

### Logo gốc và ID

An early MTV station ID by Henry Selick.

Logo của MTV được thiết kế vào năm 1981 do Manhattan Design - một tập thể được thành lập bởi Frank Olinsky, Pat Gorman và Patty Rogoff, dưới sự hướng dẫn của giám đốc sáng tạo ban đầu của MTV, Fred Seibert. Chữ 'M' được Rogoff phác thảo, với chữ 'TV' do Olinksky phun sơn.
Trong suốt những ngày đầu của MTV, logo chính của kênh là một chữ "M" to màu vàng với chữ "TV" màu đỏ, nhưng không giống như biểu tượng của hầu hết các kênh, logo của MTV liên tục thay đổi biến hóa với những màu sắc khác nhau, mô hình và hình ảnh lấp vào trong các khối lớn. Những khoảnh khắc đầu tiên của MTV phát sóng một bản sửa đổi của việc con người đổ bộ đầu tiên lên mặt trăng, ảnh tĩnh trực tiếp của NASA (một khái niệm của Seibert do Buzz Potamkin và Perpetual Motion Pictures thực hiện) Sau đó là cảnh "hạ cánh xuống mặt trăng", đoạn phim này được phát đầu mỗi giờ cho đến khi ít nhất là giữa những năm 1980 (đoạn quay logo này được phát "hơn 15.000" lần mỗi năm, theo Seibert), với điểm dễ thấy là một logo thay đổi nhanh chóng hình ảnh của nó nhiều lần mỗi giây. Đặc điểm cố định duy nhất của logo của MTV tại thời điểm đó là hình dạng chung và tỷ lệ của nó; còn mọi thứ khác đều thay đổi.
Hình ảnh và thương hiệu chiến dịch của kênh "Tôi muốn MTV của tôi!" đã được đưa ra vào năm 1982. Các chiến lược truyền thông và mô hình sáng tạo được George Lois phát triển dựa trên một quảng cáo đồ ăn nhanh ngũ cốc từ những năm 1950, "Tôi muốn Maypo của tôi!" do chính George tạo ra. Trong những năm làm chiến lược này các nghệ sĩ và những người nổi tiếng được mời tham gia bao gồm Pete Townshend, Pat Benatar, Adam Ant, David Bowie, The Police, Kiss, Culture Club, Billy Idol, Hall & Oates, Cyndi Lauper, Madonna, Lionel Richie, Ric Ocasek, John Mellencamp, Peter Wolf, Joe Elliot, Stevie Nicks, Rick Springfield và Mick Jagger tương tác với logo MTV, khuyến khích người xem gọi các nhà cung cấp cáp hoặc vệ tinh của họ và yêu cầu thêm MTV vào danh sách kênh của họ. Cuối cùng các khẩu hiệu đã trở nên quá phổ biến nó trở thành như là một sự bùng nổ khi nó được nhắc đến trong lời của bài hát Money for Nothing của Sting (nhạc Mark Knopfler, lời Dire Straits).

### Những năm 1990 và 2000
Khi biểu tượng gốc của MTV đã hoàn thành nhiệm vụ, kênh bắt đầu sử dụng một biểu tượng màu trắng cố định cùng kích cỡ với logo gốc. Trong thời gian cuối những năm 1990 và đầu những năm 2000, MTV cập nhật lại logo trên sóng vào đầu mỗi năm và một lần nữa vào mùa hè, tạo ra một thương hiệu nhất quán trên tất cả các chương trình liên quan đến âm nhạc. Phong cách xây dựng thương hiệu kênh này đã kết thúc khi MTV giảm mạnh số lượng các chương trình liên quan đến âm nhạc trong khoảng đầu cho đến giữa những năm 2000. Tại thời điểm hiện tại, MTV giới thiệu một thể loại logo mới sử dụng kỹ thuật số đơn màu trong tất cả các chương trình.

### Thương hiệu riêng năm 2010
Kể từ khi sự ra mắt ngắn ngủi của kênh FNMTV trong năm 2008, MTV đã sử dụng một chút sửa đổi nhỏ trong phiên bản biểu tượng truyền thống của nó trong hầu hết các chương trình trên sóng. Logo mới này đã được hoàn thành và chính thức trở thành nhãn hiệu chính thức của MTV vào ngày 8 tháng 2 năm 2010, khi nó ra mắt trên website của MTV. Dòng nhãn hiệu chính thức "Music Television" đã chính thức bị bỏ đi vào thời điểm này. Logo sửa đổi gần giống biểu tượng ban đầu của MTV, nhưng nó không bao gồm các chú thích "Music Television", bỏ phần dưới cùng của khối chữ "M" và đuôi kéo dài của chữ "V". Tuy nhiên, giống như logo luôn thay đổi của bản gốc năm 1981, logo mới năm 2010 của MTV được thiết kế để được lấp đầy với một loạt các hình không giới hạn. Logo này được sử dụng trên toàn thế giới nhưng không phải ở tất cả các nước. Nó lần đầu tiên được áp dụng cho MTV Films với 2010 phát hành Jackass 3D. Thương hiệu riêng của MTV được Popkern giám sát.

## Ảnh hưởng và những tranh cãi
MTV là mục tiêu của những lời chỉ trích của các nhóm khác nhau về sự lựa chọn chương trình, các vấn đề xã hội, tính chính trị, sự nhạy cảm, vấn đề kiểm duyệt, và ảnh hưởng tiêu cực đến nhận thức xã hội của thanh niên. Các phần nội dung của các chương trình và sản phẩm của MTV đã gây ra tranh cãi trong giới truyền thông nói chung và giữa các nhóm xã hội, một số các nhóm này đã phản ứng mạnh.Một vài nhân vật của ngành công nghiệp âm nhạc chỉ trích những gì mà họ coi là sự đồng nhất của MTV với rock 'n' roll, bao gồm ban nhạc punk Dead Kennedys với bài hát "MTV - Get Off the Air" được phát hành trong album Frankenchrist năm 1985, khi ảnh hưởng của MTV trên ngành công nghiệp âm nhạc đã ngày càng vững chắc. MTV cũng đã ảnh hưởng lớn đến sự phát triển của video âm nhạc trong suốt những năm 80.

### Kiểm duyệt video
MTV biên tập một số video âm nhạc nhằm loại bỏ các từ ám chỉ ma túy, quan hệ tình dục, bạo lực, vũ khí, phân biệt chủng tộc, đồng tính, hoặc quảng cáo. Nhiều video âm nhạc được phát sóng trên kênh đã được kiểm duyệt, chuyển qua phát vào buổi đêm, hoặc bị cấm hoàn toàn.
Trong những năm 1980, các nhóm phụ huynh giám sát phương tiện truyền thông như Parents Music Resource Center chỉ trích MTV phát một số video âm nhạc nhất định có hình ảnh rõ ràng của giáo phái Satan. MTV sau đó đã phát triển chính sách kiểm duyệt chặt hơn nhằm loại bỏ các video miêu tả việc thờ ma quỷ hoặc các chủ đề chống tôn giáo. Chính sách này dẫn đến MTV cấm các video ca nhạc "Jesus Christ Pose" của Soundgarden năm 1991 và"Megalomaniac" của Incubus vào năm 2004.

### Andrew Dice Clay
Trong buổi lễ MTV Video Music Awards năm 1989, diễn viên hài Andrew Dice Clay đã thường dùng "điệu hát nhạc người lớn" của mình (hành vi ông thực hiện thường xuyên khi diễn các tiểu phẩm hài), sau đó các nhà quản lý kênh đã ra một lệnh cấm suốt đời với diễn viên này. Video của Billy Idol cho ca khúc "Cradle of Love" ban đầu đã có những cảnh từ phim The Adventures of Ford Fairlane của Clay khi nó được phát sóng lần đầu; cảnh từ bộ phim sau đó đã được cắt bỏ. Trong lễ trao giải 2011 MTV Video Music Awards, Clay cũng tham dự và ông khẳng định rằng MTV đã dỡ bỏ lệnh cấm.

### Beavis and Butt-head"Lửa".
Sau việc một đứa trẻ đốt nhà của mình sau khi xem chương trình Beavis and Butt-head và gây tranh cãi lớn, các nhà sản xuất di chuyển các chương trình trên từ thời gian ban đầu 19:00 của mình sang buổi đêm lúc 23:00. Ngoài ra, xu hướng điên rồ của Beavis khi thường xuyên dùng bật lửa/hộp quẹt và hét lên "Lửa!" khi bật lửa đã được gỡ bỏ khỏi các tập phim sau đó, và những cảnh gây tranh cãi đã được gỡ bỏ khi phát sóng lại. Các chỉnh sửa nhiều đến nỗi mà khi tác giả Mike Judge biên soạn lại Collection DVDs, ông phát hiện ra rằng "một số cảnh trong những tập phim có thể không có trong nội dung ban đầu của chúng."

### Dude, This Sucks
Một bản phát thử của chương trình gọi là Dude, This Sucks đã bị hủy bỏ sau khi các thiếu niên tham dự một buổi thu hình tại Snow Summit Ski Resort trong tháng 1 năm 2001 đã bị nhóm The Shower Rangers phun phân lỏng vào người. Những thiếu niên này sau đó đã kiện ra tòa. MTV đã xin lỗi và nói rằng hình ảnh trên sẽ không được lên sóng.

### Super Bowl XXXVIII
Sau khi công ty mẹ của MTV-Viacom-mua kênh CBS, MTV đã được lựa chọn để sản xuất các chương trình phát trong giờ nghỉ tại Super Bowl XXXV năm 2001 để phát sóng trên kênh CBS, gồm các ca sĩ Britney Spears, 'N Sync và Aerosmith. Do sự thành công của chương trình này, MTV được mời trở lại để sản xuất cũng chương trình trên để phát trong giờ nghỉ của Super Bowl năm 2004, nhưng lần này chương trình đã châm ngòi cho một cuộc tranh luận trên toàn nước Mỹ và dẫn đến những thay đổi sâu rộng trong show nghỉ giải lao của Super Bowl, các chương trình của MTV, và thậm chí cả âm nhạc phát trên radio.
Khi CBS phát sóng Super Bowl XXXVIII năm 2004, MTV một lần nữa được chọn để sản xuất các chương trình ca nhạc trong giờ nghỉ, với màn trình diễn của các nghệ sĩ như Nelly, Diddy, Janet Jackson, và Justin Timberlake. Chương trình gây tranh cãi sau khi Timberlake xé một phần trang phục của Janet Jackson trong khi thực hiện bài hát hit của mình Rock Your Body với cô ấy, để lộ phần ngực bên phải của Janet Jackson. Tất cả các bên liên quan đã xin lỗi về vụ việc, và Timberlake gọi vụ việc là một "sự cố trang phục".
Michael Powell, lúc đó là Chủ tịch của Ủy ban Truyền thông Liên bang (FCC), ra lệnh điều tra chương trình một ngày sau khi phát sóng. Trong những tuần sau chương trình gây tranh cãi này, MTV kiểm duyệt nhiều chương trình của kênh. Một số video âm nhạc, bao gồm cả This Love của Maroon 5 và I Miss You của Blink-182 bị biên tập xóa nội dung tình dục. Vào tháng 9 năm 2004, FCC quyết định rằng các chương trình nghỉ giữa giờ trên là không đứng đắn và CBS bị phạt 550,000 USD. FCC giữ nguyên quyết định của mình trong năm 2006, nhưng thẩm phán liên bang đã bỏ qua tiền phạt trên vào năm 2008.
Super Bowl từ đó không có video nhạc giữa giờ cho đến khi The Black Eyed Peas biểu diễn tại Super Bowl XLV vào năm 2011.

### Chỉ trích đạo đức
Tổ chức Kitô giáo American Family Association cũng đã chỉ trích MTV vì các ảnh hưởng tinh thần tiêu cực, thậm chí còn mô tả MTV như thúc đẩy văn hóa "cổ vũ tình dục, phản kháng gia đình, cổ vũ quyền được phá thai và sử dụng ma túy." 
Năm 2005, Parents Television Council phát hành một nghiên cứu mang tên MTV Smut Peddlers, mô tả những gì PTC tin là tình dục, xúc phạm, và nội dung bạo lực quá mức trên các kênh MTV, dựa trên chương trình Spring Break của MTV từ năm 2004. Jeanette Kedas, giám đốc điều hành kênh MTV, gọi báo cáo của PTC là "không công bằng và không chính xác" và "đánh giá thấp trí tuệ và sự tinh tế của giới trẻ", trong khi L. Brent Bozell III, lúc đó là chủ tịch của PTC, tuyên bố rằng "sự bẩn thỉu đầy dẫy trên MTV thể hiện thuyết phục cho cái gọi là lựa chọn truyền hình của xã hội tiêu dùng", ám chỉ đến việc các công ty truyền hình cáp và truyền hình vệ tinh yêu cầu người sử dụng phải trả tiền cho các kênh do họ tự lựa chọn.
Vào tháng 4 năm 2008, PTC phát hành The Rap on Rap, một nghiên cứu bao gồm các video âm nhạc hip-hop và R&B 106 & Park và Rap City, chiếu trên BET và Sucker Free chiếu trên MTV. PTC đã thúc giục các nhà quảng cáo ngừng tài trợ của các chương trình này, do video nói trên được chiếu cho trẻ em và thanh thiếu niên nhưng có chứa nội dung người lớn.

### Jersey Shore
MTV đã chịu chỉ trích đáng kể từ các tổ chức người Mỹ gốc Ý về chương trình Jersey Shore, được trình chiếu vào năm 2009. Tranh cãi là do một phần lớn vào cách thức mà MTV tiếp thị chương trình, khi nó thoải mái sử dụng từ "guido" để mô tả các diễn viên. Từ "guido" thường được dùng để sỉ nhục dân tộc khi đề cập đến người Ý và người Mỹ gốc Ý. Một quảng cáo nói rằng chương trình làm theo, "tám người Guidos điên khùng có làn da đen và hấp dẫn nhất" trong khi quảng cáo khác nói, "Jersey Shore phơi bày một trong những sinh vật kỳ dị nhất của khu vực tiếp giáp 3 tiểu bang... các Guido. Vâng, họ thực sự tồn tại! Guidos và Guidettes sẽ di chuyển vào ngôi nhà cuối bãi biển cho thuê và cùng thưởng thức tất cả những gì Seaside Heights, New Jersey có."
Trước khi loạt chương trình này ra mắt, UNICO National (là tổ chức lớn nhất của người Mỹ gốc Ý) chính thức yêu cầu MTV hủy bỏ chương trình. Trong một bức thư gửi cho kênh, UNICO gọi chương trình này là một hành động "trực tiếp, cố ý và đáng hổ thẹn tấn công vào người Mỹ gốc Ý." Chủ tịch UNICO National Andre DiMino cho biết trong một tuyên bố," MTV đã trang trí các ngôi nhà 'kiểu Bordello’ với những lá cờ Ý và màu đỏ, trắng và xanh lá cây trên bản đồ của New Jersey trong khi mỗi cảnh cutaway khác là dấu hiệu và các biểu tượng của người Ý. Họ ngang nhiên chế giễu người Mỹ gốc Ý bằng tất cả các cách có thể." Cũng trong thời gian này, các tổ chức gốc Ý tham gia vào cuộc chiến, bao gồm cả NIAF và Order Sons of Italy in America.
MTV trả lời các chỉ trích bằng cách phát hành một thông cáo báo chí nói rằng "Các diễn viên người Mỹ gốc Ý rất tự hào về dân tộc của họ. Chúng tôi hiểu rằng chương trình này không dành cho mọi đối tượng và chỉ tập trung vào một phần nhỏ của văn hóa thanh niên." Sau hàng loạt lời yêu cầu loại bỏ show, một số nhà tài trợ yêu cầu quảng cáo của họ không được phát sóng trong chương trình này. Các nhà tài trợ này bao gồm Dell, Domino's Pizza và American Family Insurance. Mặc dù mất một số nhà quảng cáo, nhưng MTV đã không hủy bỏ chương trình. Hơn nữa, chương trình tăng số khán giả từ khi ra mắt vào năm 2009, và tiếp tục được đánh giá là một trong các chương trình hàng đầu của MTV trong sáu mùa chiếu chương trình này, được kết thúc vào năm 2012.

## Hoạt động xã hội
Ngoài chương trình thông thường của nó, MTV đã có một lịch sử lâu dài thúc đẩy các hoạt động xã hội, chính trị và môi trường của những người trẻ tuổi. Tư tưởng của kênh cho các hoạt động này là Choose or Lose, hỗ trợ các phong trào chính trị và khuyến khích người xem bỏ phiếu trong các cuộc bầu cử; Fight For Your Rights, hỗ trợ các phong trào chống bạo lực và chống kỳ thị; think MTV, MTV Act và Power of 12 là những chương trình mới nhất cho các hoạt động xã hội của MTV.

### Choose or Lose

MTV Choose or Lose logo.

Năm 1992, MTV bắt đầu một chiến dịch ủng hộ dân chủ gọi là Choose or Lose, khuyến khích đến 20 triệu người đăng ký bỏ phiếu, và các kênh đã tổ chức một diễn đàn bầu cử cho ứng cử viên lúc đó Bill Clinton.
Trong những năm gần đây, các chương trình chính trị đa dạng trên MTV bao gồm True Life, với thông tin về cuộc sống và các vấn đề của người dân, và các chương trình MTV News đặc biệt, trong đó tập trung nhiều vào các sự kiện đương thời trong cả ngành công nghiệp âm nhạc lẫn trên toàn thế giới. Một chương trình đặc biệt bao quanh cuộc bầu cử Tổng thống Mỹ năm 2004, phát sóng các chương trình tập trung vào các vấn đề và ý kiến của những người trẻ tuổi, trong đó có một chương trình mà khán giả có thể đặt câu hỏi cho Thượng nghị sĩ John Kerry. MTV đã làm việc với chiến dịch của P. Diddy, "Vote or Die", được thiết kế để khuyến khích những người trẻ tuổi bỏ phiếu.
Ngoài ra, MTV phát sóng một bộ phim tài liệu bao gồm một chuyến đi bằng các nhóm nhạc Sum 41 đến Cộng hòa Dân chủ Congo, ghi hình về cuộc xung đột tại đó. Nhóm đã bị vây trong một cuộc tấn công bên ngoài của khách sạn họ ở và sau đó đã được đưa lên máy bay ra khỏi đất nước này.
MTV cũng bắt đầu hiển thị quảng cáo tranh cử tổng thống lần đầu tiên trong cuộc bầu cử tổng thống năm 2008 của Mỹ. Điều này đã dẫn đến những lời chỉ trích từ cánh hữu khi Jonah Goldberg cho rằng "MTV phục vụ như chính chương trình thanh niên tiếp cận cộng đồng của đảng Dân chủ."

### Fight For Your Rights
Trong những năm 1990 và đầu những năm 2000, MTV quảng bá chiến dịch hàng năm được gọi là Fight For Your Rights, với khẩu hiệu "Speak Out / Stand Up Against Violence," để đưa ra nhận thức về tội phạm của nước Mỹ, ma túy và các vấn đề bạo lực.
Ngày 6 tháng 4 năm 2001, MTV tự nguyện thay đổi chương trình thông thường trong 24 giờ như là một phần trong chiến dịch nâng cao nhận thức về tội phạm của năm. Vào đêm đó, MTV phát sóng phim Anatomy of a Hate Crime được thực hiện cho truyền hình, dựa trên một câu chuyện giết người có thật vào năm 1998 của Matthew Shepard, một sinh viên đại học 21 tuổi đồng tính. Sau bộ phim và một cuộc thảo luận, MTV chuyển màn hình đen và chiếu tên của các nạn nhân của tội ác này.

### think MTV
Chiến dịch vận động tiếp theo của MTV là think MTV, trong đó thảo luận các vấn đề chính trị hiện nay như hôn nhân đồng tính, các cuộc bầu cử tại Mỹ, và cuộc chiến tranh ở các nước khác. Khẩu hiệu ban đầu của chương trình là "Reflect. Decide. Do." Là một phần trong think MTV, kênh này cũng phát sóng một loạt các quảng cáo ủng hộ bảo tồn được gọi là Break The Addiction như một cách để khuyến khích người xem tìm cách sử dụng ít các loại nhiên liệu và năng lượng hóa thạch.
think MTV nêu ra 12 vấn đề chính ở khu vực: phân biệt đối xử, môi trường, chính trị, sức khỏe và bản thân, tội phạm và bạo lực, nghèo đói và bệnh tật, nhân quyền, chiến tranh và hòa bình, các mối quan hệ và quan hệ tình dục, đức tin, lạm dụng chất gây nghiện và giáo dục. Những người trẻ tuổi được khuyến khích để lựa chọn những vấn đề cộng hưởng nhất và có hành động để thực hiện một thay đổi tích cực. Phương châm là, "Your cause. Your effect" think MTV cũng đã được tích hợp vào các chương trình của MTV.

### MTV ActvàPower of 12
Năm 2012, MTV đưa ra MTV Act và Power of 12, chiến dịch hoạt động xã hội mới nhất hiện nay. MTV Act tập trung vào một mảng rộng các vấn đề xã hội, trong khi Power of 12 là chiến dịch thay thế cho MTV Choose or Lose và tập trung vào các cuộc bầu cử tổng thống năm 2012.

## Mở rộng MTV
Từ khi ra mắt vào năm 1981, thương hiệu "MTV" đã được mở rộng để bao gồm nhiều tính năng bổ sung ngoài các kênh MTV ban đầu, bao gồm một loạt các kênh chị em ở Mỹ, hàng chục kênh liên kết trên toàn thế giới, và có mặt trên Internet thông qua MTV.com và các trang web liên quan.

### Kênh chị em trong lãnh thổ Hoa Kỳ
MTV quản lý một nhóm các kênh dưới tên MTV Networks - tên vẫn tiếp tục được sử dụng cho các đơn vị cá nhân của các kể từ khi đổi tên Viacom Media Networks, một bộ phận của tập đoàn mẹ của nó, Viacom. Năm 1985, MTV chứng kiến ra đời của kênh chị em đầu tiên VH1 của nó, một từ viết tắt của "Video Hits One" và được thiết kế để phát các video âm nhạc người lớn đương đại. Hiện nay, VH1 nhằm vào người nổi tiếng và các chương trình văn hóa phổ biến. Một kênh chị em nữa là CMT, nhắm mục tiêu đến âm nhạc nước ngoài và thị trường văn hóa miền Nam nước Mỹ.
Sự ra đời của truyền hình vệ tinh và truyền hình cáp kỹ thuật số mang lại cho kênh MTV sự đa dạng, bao gồm cả các kênh chị em hiện nay MTV2 và MTV Tr3́s, ban đầu chơi video âm nhạc đơn thuần nhưng bây giờ tập trung vào các chương trình khác. Video âm nhạc vẫn chiếm hầu hết các lịch trình trên hai kênh bổ sung, MTV Hits và MTV Jams. MTV cũng phát mtvU, một kênh theo định hướng sinh viên tại các trường đại học khác nhau.
Trong những năm 2000, MTV ra mắt MTV HD, kênh phát lại simulcast độ nét cao 1080i của MTV. Cho đến khi trung tâm kiểm soát chính của Viacom đã được nâng cấp vào năm 2013, các chương trình sau năm 2010 (với một số nội dung trước 2010) được phát sóng ở độ nét cao, trong khi các video âm nhạc, mặc dù được quay để trình bày ở định dạng độ nét cao, chỉ được phát theo định dạng 4: 3, buộc chúng phải phát trong một cửa sổ con (windowboxing); kể từ khi thời điểm đó tất cả các video âm nhạc được thể hiện trong HD nếu có, tùy thuộc vào sở thích của đạo diễn video đó. Jersey Shore, dù đã được quay với chất lượng HD màn ảnh rộng, cũng được phát dạng SD windowboxing. Các nhà cung cấp truyền hình trả tiền như DirecTV, Dish Network, Comcast, Time Warner Cable, AT&T U-verse, và Verizon FiOS đều có kênh HD.
MTV Networks cũng điều hành Palladia, một kênh độ nét cao ban đầu chiếu các chương trình HD và phiên bản HD của chương trình từ MTV, VH1 và CMT. Kênh này đã được ra mắt trong tháng 1 năm 2006 như là MHD (Music: High Definition). Kênh chính thức được đổi tên thành Palladia vào ngày 1 tháng 9 năm 2008, trùng hợp với sự chuyển đổi sang toàn bộ chương trình HD.
Trong năm 2005 và 2006, MTV tung ra một loạt các kênh cho người Mỹ gốc Á. Kênh đầu tiên là MTV Desi, ra mắt vào tháng 7 năm 2005, dành riêng đối với người Mỹ Nam-Á. Tiếp theo là MTV Chi trong tháng 12 năm 2005, chuyên phục vụ cho người Mỹ gốc Hoa. Kênh thứ ba là MTV K, ra mắt vào tháng 6 năm 2006 mục tiêu hướng tới người Mỹ gốc Hàn. Mỗi kênh video chiếu nhạc và chương trình từ các chi nhánh của MTV quốc tế với các quảng cáo và cách thức đóng gói giống kênh gốc Mỹ. Tất cả ba kênh này ngừng phát sóng vào ngày 30 tháng 4 năm 2007.

### Internet
Vào cuối những năm 1980, trước khi có World Wide Web, MTV VJ Adam Curry bắt đầu thử nghiệm trên internet. Ông đã đăng ký tên miền không có người nhận lúc đó "MTV.com" vào năm 1993 với ý tưởng là tiếng nói chính thức mới của MTV trên internet. Mặc dù động thái này đã bị xử phạt bởi người quản lý tại MTV Networks vào thời điểm đó, khi Curry nghỉ việc để chuyển sang thiết kế web-portal và công ty hosting của riêng mình. MTV sau đó đã kiện ông vì tên miền "MTV.com", dẫn đến một sự dàn xếp ngoài tòa án.
Các dịch vụ lưu trữ tại tên miền đầu tiên được mang nhãn hiệu "MTV Online" trong thời gian kiểm soát ban đầu của MTV vào giữa những năm 1990. Nó phục vụ như là một đối trọng của các cổng thông tin America Online chứa nội dung MTV đã tồn tại trên AOL với từ khóa MTV cho đến khoảng cuối những năm 1990. Sau thời gian này, trang web được gọi đơn giản là "MTV.com" và phục vụ như là trang nguồn internet cho tất cả các nội dung MTV và MTV News.
MTV.com thử nghiệm website hoàn toàn dựa trên video vào giữa năm 2005 và 2007. Các thí nghiệm bắt đầu vào tháng 4 năm 2005 như MTV Overdrive, một dịch vụ truyền tải video hỗ trợ cho trang web MTV.com. Một thời gian ngắn sau khi lễ trao giải Video Music năm 2006, được truyền trực tiếp trên MTV.com và sử dụng tối đa các tính năng của MTV Overdrive, MTV đã thay đổi nhiều cho MTV.com, chuyển toàn bộ trang web thành một trang video flash. Phần lớn các ý kiến phản hồi của người dùng về các trang web dựa trên flash là tiêu cực, thể hiện sự không hài lòng với đoạn video phát tự động, nên quảng cáo không thể bị bỏ qua hoặc tạm dừng, làm cho tốc độ của toàn bộ website chậm hơn. Các thử nghiệm này đã kết thúc vào tháng 2 năm 2006 khi MTV.com trở lại là website truyền thống dùng HTML với video clip nhúng, theo phong cách của YouTube và một số trang web phát video khác.
Từ năm 2006 đến năm 2007, MTV vận hành một kênh trực tuyến, MTV International, nhắm đến thị trường quốc tế rộng lớn. Mục đích của các kênh trực tuyến là để phát sóng video âm nhạc không có quảng cáo một khi kênh truyền hình bắt đầu tập trung vào các chương trình không liên quan đến các video âm nhạc hoặc các chương trình liên quan đến âm nhạc.
MTV phản ứng với sự phát triển của Internet như là các xem video âm nhạc tốt nhất trong tháng 10 năm 2008 bằng cách tung ra MTV Music, website có tính năng chứa hàng nghìn video nhạc của thư viện video trên MTV và VH1, có từ năm 1981.
Một bộ phận mới được thành lập của công ty, MTV New Media, công bố trong năm 2008 rằng ban đầu họ sẽ sản xuất hàng loạt trang web, để tạo ra một cầu nối giữa các phương tiện truyền thông cũ và mới. Người xem có thể xem các chương trình thông qua máy tính cá nhân, điện thoại di động, máy nghe nhạc iPod, và các thiết bị kỹ thuật số khác.
Vào mùa hè năm 2012, MTV ra mắt trang web khám phá âm nhạc gọi là Artists.MTV. MTV cho biết, "Trong khi công nghệ đã làm cho nó cách dễ dàng hơn cho các nghệ sĩ để sản xuất và phân phối âm nhạc theo cách riêng của họ, nó đã không làm bất kỳ điều gì để cắt giảm tất cả các tiếng ồn trên Internet và nói chuyện trực tiếp với các fan tiềm năng của họ. Sự ra mắt Artists.MTV vào mùa hè là một nỗ lực để giúp người thưởng thức âm nhạc và nhạc sĩ thu hẹp khoảng cách bằng cách cung cấp một cánh cửa ở đó người hâm mộ có thể lắng nghe, mua nhạc, mua vé các buổi hòa nhạc và các thứ khác."
Ngày nay, MTV.com vẫn là trang web chính thức của MTV, và nó mở rộng chương trình phát sóng của kênh bằng cách đưa thêm nội dung cho người xem. Các tính năng của trang web bao gồm một phiên bản trực tuyến của MTV News và, kênh truyền thanh, dịch vụ video có quảng cáo, phim, hồ sơ và phỏng vấn các nghệ sĩ thu âm từ các chương trình truyền hình trên MTV. MTV Live HD

### MTV trên toàn thế giới
MTV Networks đã tung ra hàng loạt các kênh với ngôn ngữ bản địa theo khu vực trên kênh MTV trên các nước trên thế giới. Các kênh MTV quốc tế này đã có tại châu Âu, châu Á, châu Đại Dương, Trung Đông, châu Phi và châu Mỹ.

## Sách tham khảo
- Blackwood, Nina/Goodman, Mark/Hunter, Alan/Quinn, Martha/Edwards, Gavin (2013). VJ: The Unplugged Adventures of MTV's First Wave. Atria. ISBN 1-4516781-2-6.
- Denisoff, R. Serge (1988). Inside MTV. Transaction. ISBN 0-8873886-4-7.
- McGrath, Tom (1996). MTV: The Making of a Revolution. Running Pr. ISBN 1-5613870-3-7.
- MTV (2001). MTV Uncensored. MTV. ISBN 0-7434268-2-7.
- Prato, Greg (2011). MTV Ruled the World: The Early Years of Music Video. Createspace. ISBN 0-5780719-7-5.
- Tannenbaum, Rob/Marks, Craig (2012). I Want My MTV: The Uncensored Story of the Music Video Revolution. Plume. ISBN 0-4522985-6-3.